# 우스타샤
우스타샤-크로아티아 혁명운동(크로아티아어: Ustaša - Hrvatski Revolucionarni Pokret) 혹은 짧게 우스타샤는는 크로아티아의 파시스트이자 국수주의 조직으로, 1929년부터 1945년까지 단일 조직으로 활동했으며, 공식적으로는 우스타샤 - 크로아티아 혁명운동(크로아티아어: Ustaša – Hrvatski revolucionarni pokret)으로 알려져 있다. 창설 이후 제2차 세계 대전 이전까지 이 조직은 유고슬라비아 왕국에 대항하여 일련의 테러 활동에 가담했으며, 1934년 IMRO와 협력하여 유고슬라비아의 알렉산다르 1세를 암살하기도 했다. 유고슬라비아 전선 동안 우스타샤는 홀로코스트와 집단학살을 저질러 유대인, 세르브인 및 롬인 인구를 대상으로 했으며, 수십만 명의 세르브인, 유대인, 롬인, 그리고 무슬림과 크로아트인 반체제 인사들을 학살했다.
이 운동의 이념은 파시즘, 로마 가톨릭교회 및 크로아티아 국수주의의 혼합이었다. 우스타샤는 드리나강을 가로지르며 베오그라드 국경까지 뻗어 나가는 대크로아티아 건설을 지지했다. 이 운동은 인종적으로 "순수한" 크로아티아를 옹호했으며, 반세르비아주의로 인해 세르브인에 대한 집단학살을 조장했고, 나치 인종 이론을 통해 유대인과 롬인에 대한 홀로코스트를 조장했으며, 반파시스트 또는 반체제 크로아트인 및 보슈냐크인에 대한 박해를 조장했다. 우스타샤는 보슈냐크인을 "무슬림 크로아트인"으로 간주했으며, 그 결과 보슈냐크인은 인종적 이유로 박해받지 않았다. 우스타샤는 로마 가톨릭교회와 이슬람교를 크로아트인의 종교로 지지했으며, 세르브인의 주요 종교였던 정교회를 비난했다. 로마 가톨릭교는 크로아티아 민족주의와 동일시되었으며, 보스니아 헤르체고비나에 많은 추종자를 가졌던 이슬람교는 우스타샤에 의해 "크로아트인의 피를 순수하게 유지한다"는 종교로 칭송받았다.
우스타샤는 독립적인 크로아티아 국가를 만들려고 했던 민족주의 조직으로 설립되었다. 반(反)유고슬라비아 분리주의 운동 조직이자 파시스트 조직이었다. 제2차 세계 대전 이전에는 테러 조직으로 활동했다. 1941년 4월 유고슬라비아 침공 이후, 우스타샤는 추축국이 점령한 유고슬라비아 일부 지역을 크로아티아 독립국(NDH)으로 통치하기 위해 임명되면서 권력을 잡았다. NDH는 파시스트 이탈리아와 나치 독일이 설립한 준국가 보호령 괴뢰정권이었다. 우스타샤 민병대(크로아티아어: Ustaška vojnica)는 새로운 국가에서 군사 부문이 되었다.
우스타샤 정권은 군사적으로 약했으며 크로아트인 사이에서 중요한 지지를 얻지 못했다. 따라서 테러는 "민족적으로 이질적인" 인구를 통제하는 수단이었다. 우스타샤 정권은 전간기에 세르브인이 주도하는 유고슬라비아에 억압받는다고 느꼈던 일부 크로아트인 인구의 지지를 처음에 받았지만, 그들의 잔혹한 정책은 곧 많은 일반 크로아트인을 멀어지게 했고 크로아티아 민족 국가를 건설함으로써 얻었던 지지를 잃게 만들었다.
독일의 항복, 유럽에서 제2차 세계 대전의 종식, 그리고 1945년 사회주의 유고슬라비아의 수립과 함께 우스타샤 운동과 그 국가는 완전히 붕괴되었다. 이후 국가를 탈출한 많은 우스타샤 민병대원과 크로아티아 국내군은 포로가 되어 강제 행진과 처형에 처해졌다. 전 우스타샤 대원들이 만든 십자군과 크로아티아 해방 운동과 같은 다양한 지하 및 망명 후계 조직들은 이 운동을 계속하려 했지만 거의 성공하지 못했다.

## 명칭
"우스타샤"(복수형: 우스타셰)라는 단어는 자동사 '우스타티'(크로아티아어로 '일어나다')에서 파생되었다. "푸츠키-우스타샤"(독일어: 란트슈투름)는 제국 크로아티아 국내군(1868-1918)의 군사 계급이었다. 같은 용어는 제1차 세계 대전(1914-1918) 동안 크로아티아 제3등급 보병 연대(독일어: 란트슈투름 연대)의 이름이었다. '우스타티'의 또 다른 변형은 '우스타니크'(복수형: 우스타니치)이며, 이는 반란군 또는 반역자를 의미한다. 유고슬라비아 왕국 초기 조직이 설립되었을 때 '우스타샤'라는 이름은 헤르체고비나에서 1875년 헤르체고비나 봉기의 반란군을 지칭하는 데 사용되었기 때문에 파시스트적인 함의는 없었다. 이 조직의 원래 공식 명칭은 1931년 4월에 우스타샤 - 크로아티아 혁명 조직(Ustaša - Hrvatska revolucionarna organizacija, UHRO)으로 등장했으나, 1933년에 '우스타샤 - 크로아티아 혁명 운동'으로 바꾸어 제2차 세계 대전까지 유지했다. 영어로는 우스타샤, 우스타셰, 우스타샤스, 우스타시가 이 운동이나 그 구성원을 지칭하는 데 사용된다.

## 이념

### 이념적 뿌리

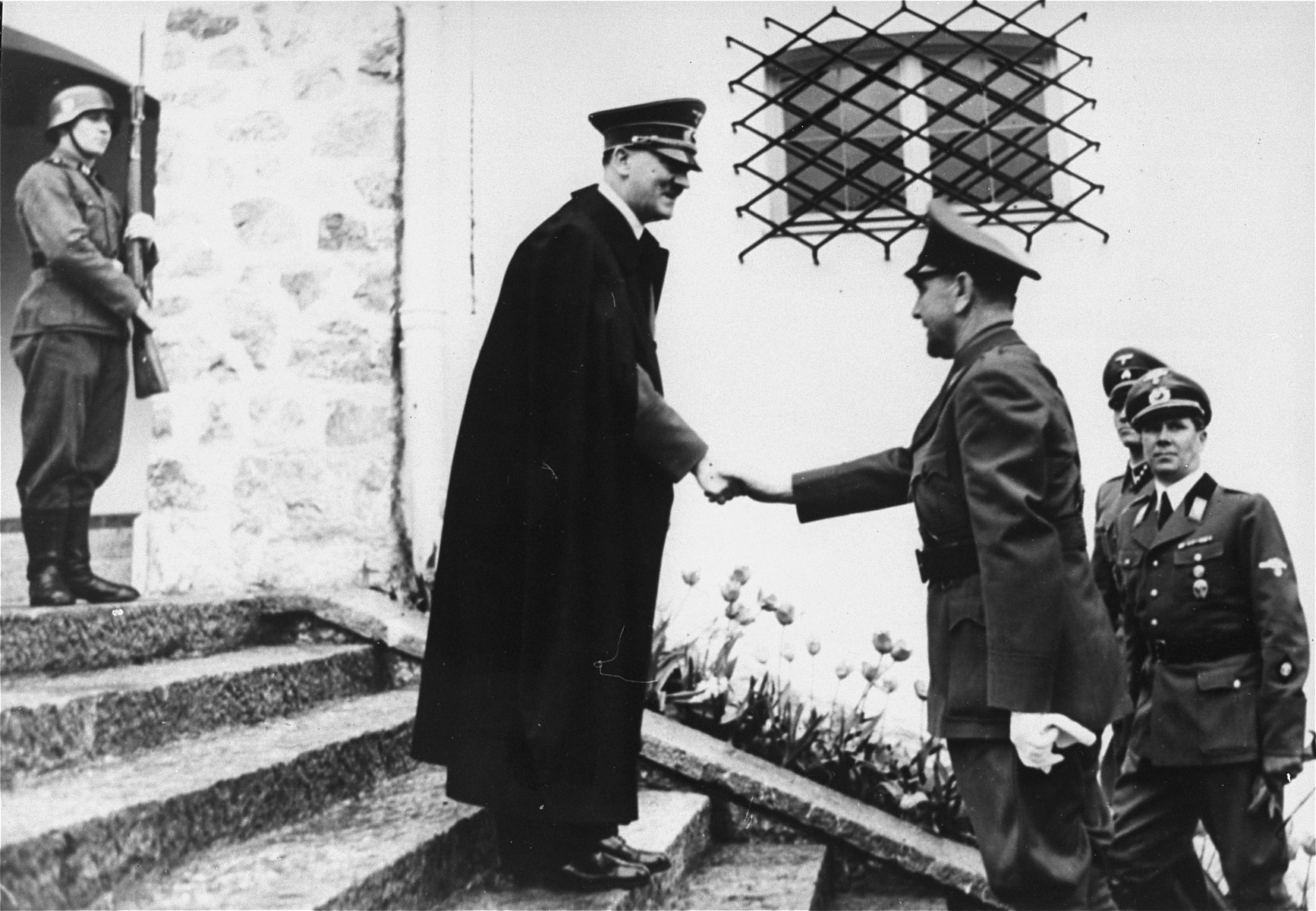
독일의 퓌러 아돌프 히틀러와 베르히테스가덴 외곽의 베르그호프에서 파벨리치. 우스타샤는 1941년 NDH 건국 이후 나치즘의 영향력이 점차 커졌다.

우스타샤의 크로아티아 민족주의에 대한 주요 이념적 영향 중 하나는 19세기 크로아티아 활동가 안테 스타르체비치였다. 그는 크로아티아의 통일과 독립을 옹호했으며, 합스부르크 왕가와 세르브인에 대한 반감을 가졌다.
그는 보슈냐크인, 세르브인, 슬로벤인이 거주하는 영토를 포함하는 대크로아티아를 건설하는 것을 구상했으며, 보슈냐크인과 세르브인을 이슬람교와 정교회로 개종한 크로아트인으로 간주하고, 슬로벤인들을 "산악 크로아트인"으로 여겼다. 스타르체비치는 대크로아티아가 주장하는 영토에 세르브인이 대규모로 존재했던 것은 합스부르크 통치자들이 장려한 최근 정착과 정교회를 받아들이고 스스로를 세르브인으로 여긴 블라흐인과 같은 집단의 유입 때문이라고 주장했다. 스타르체비치는 보슈냐크인들을 칭송했는데, 그가 보기에 그들은 오스만 점령 하에서 보스니아와 크로아티아의 경제적, 정치적 자치권을 보존하기 위해 이슬람교를 채택한 크로아트인이었기 때문이다.
우스타샤는 스타르체비치의 이론을 사용하여 보스니아 헤르체고비나를 크로아티아에 합병하는 것을 추진했으며, 크로아티아를 두 가지 주요 민족 문화적 구성 요소, 즉 가톨릭교도와 무슬림으로 인식했다. 우스타샤는 스타르체비치를 자신들의 견해와 연결시키려 했다. 요시프 프랑크는 스타르체비치의 권리당에서 극단적인 파벌을 분리하여 자신만의 순수 권리당을 결성했으며, 이는 이후 우스타샤 운동의 주요 구성원 풀이 되었다. 역사학자 존 폴 뉴먼은 오스트리아-헝가리 장교들의 "유고슬라비아에 대한 변함없는 반대는 크로아티아 급진 우익인 우스타샤의 청사진을 제공했다"고 언급했다.
우스타샤는 밀란 슈플라이의 1935년 논문을 지지했는데, 슈플라이는 크로아티아가 "수세기 동안 서구 문명의 가장 강력한 성채 중 하나"였으나, 1918년 유고슬라비아 국가가 형성될 때 세르비아와의 연합으로 인해 잃게 되었다고 주장한 것으로 알려져 있다. 슈플라이는 1931년 자그레브에서 정부 지지자들에 의해 살해되었다.
우스타샤는 16세기와 17세기에 헤르체고비나 남부의 많은 가톨릭 신자들이 정교회로 개종했다는 가톨릭 사제 크루노슬라브 드라가노비치의 1935년 논문을 받아들여, 자신들의 정교회 신자들을 가톨릭교로 강제 개종시키는 정책을 정당화했다.
우스타샤는 나치즘과 파시즘의 강한 영향을 받았다. 지도자 안테 파벨리치는 베니토 무솔리니의 두체와 아돌프 히틀러의 퓌러와 유사한 포글라브니크 직위를 가졌다. 우스타샤는 파시스트와 마찬가지로 조합주의적 경제를 옹호했다. 파벨리치와 우스타샤는 유고슬라비아에서 망명한 후 무솔리니에 의해 이탈리아에서 피난처를 얻을 수 있었다. 파벨리치는 1927년부터 파시스트 이탈리아와 협상하여 달마티아의 주장된 영토를 이탈리아가 합병하는 것을 용인하는 대신 이탈리아가 독립 크로아티아의 주권을 지지하는 영토-주권 교환을 옹호했다. 우스타샤 이념은 또한 여러 저자들에 의해 교권 파시즘으로 특징지어졌는데, 이는 운동이 로마 가톨릭교회에 부여한 중요성을 강조한다.
무솔리니가 우스타샤를 지지한 것은 발칸반도와 아드리아해에서 이탈리아의 영향력을 극대화하는 등 실용적인 고려에 기반을 두었다. 1937년 이후 독일의 라인란트 재무장 이후 유럽에서 프랑스의 영향력이 약화되고 밀란 스토야디노비치 휘하의 유고슬라비아에서 준파시스트 정부가 부상하면서 무솔리니는 1937년부터 1939년까지 우스타샤에 대한 지지를 포기하고 유고슬라비아에 대한 지속적인 적대감이 유고슬라비아가 독일의 영향권에 진입하는 결과를 초래할 것을 우려하여 유고슬라비아와의 관계 개선을 모색했다.

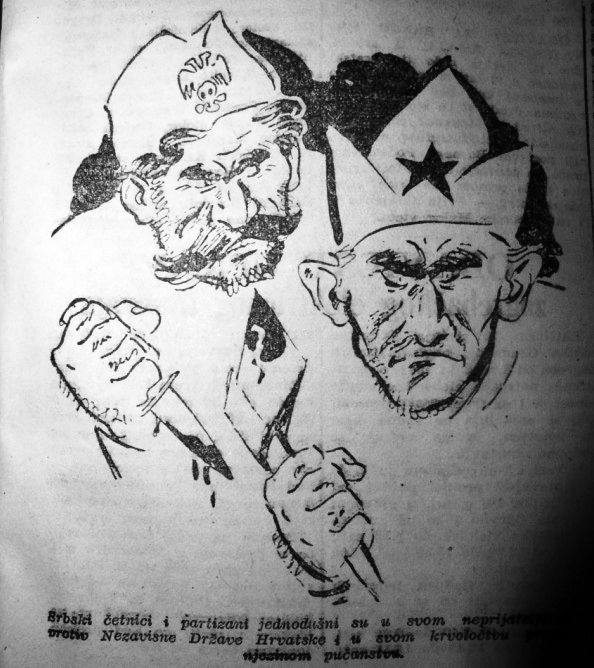
반체트니크(반세르브) 및 반공산주의 우스타샤 포스터

준파시스트 스토야디노비치 정권의 붕괴는 이탈리아가 우스타샤에 대한 지지를 회복하는 결과를 가져왔으며, 이들의 목표는 이탈리아와의 동군연합으로 독립 크로아티아를 건설하는 것이었다. 그러나 우스타샤에 대한 불신은 커졌다. 무솔리니의 사위이자 이탈리아 외무장관인 치아노 백작은 그의 일기에서 "두체는 크로아트인들이 고트족의 후손이라고 주장하기 때문에 파벨리치에게 분개하고 있다. 이는 그들을 독일의 궤도로 끌어들일 것이다"라고 언급했다.
헝가리는 두 가지 목표를 위해 우스타샤를 강력히 지지했다. 하나는 궁극적으로 잃어버린 영토의 일부를 되찾기 위해 유고슬라비아, 소협상을 약화시키는 것이었다. 다른 하나는 헝가리 또한 미래에 크로아티아 독립국과 강력한 동맹을 맺고 동군연합을 형성하기를 원했다.
나치 독일은 처음에는 독립 크로아티아를 지지하지 않았고, 우스타샤도 지지하지 않았으며, 히틀러는 "강력하고 통일된 유고슬라비아"의 중요성을 강조했다. 헤르만 괴링을 포함한 나치 관리들은 독일이 유고슬라비아의 원자재 수출을 안전하게 계속 얻을 수 있도록 전쟁 중에 유고슬라비아가 안정되고 공식적으로 중립을 유지하기를 원했다. 나치는 우스타샤에게 점점 더 짜증을 냈는데, 그들 중에는 SS 최고사령관 하인리히 힘러도 포함되었다. 힘러는 유대인 박멸이라는 나치의 의제에 NDH가 완전히 따르지 않는 것에 불만을 품었다. 왜냐하면 우스타샤는 가톨릭으로 개종한 유대인들이 "명예 크로아트인"으로 인정받아 박해에서 제외되도록 허용했기 때문이다.

### 정치 강령 및 주요 의제
1932년, 우스타샤 신문의 창간호 사설에서 우스타샤 지도자 안테 파벨리치는 폭력과 테러가 우스타샤가 목표를 달성하는 주요 수단이 될 것이라고 선언했다:
칼, 리볼버, 기관총, 시한폭탄; 이것들은 우상이며, 크로아티아 독립국의 여명과 부활을 알릴 종소리이다.
1933년, 우스타샤는 운동의 공식 이념을 형성하는 "17가지 원칙"을 발표했다. 이 원칙들은 크로아티아 민족의 고유성을 명시하고, 개인의 권리보다 집단의 권리를 옹호하며, "혈통"으로 크로아트인이 아닌 사람들은 정치 생활에서 배제될 것이라고 선언했다.
"바람직하지 않은" 것으로 간주되는 사람들은 대량 살육의 대상이 되었다. 이 원칙들은 자본주의도 공산주의도 아닌 새로운 경제 시스템의 창설을 요구했으며, 사회 질서와 도덕성을 유지하는 수단으로서 로마 가톨릭교회와 가부장제 가족의 중요성을 강조했다.(현대 역사학자들이 우스타샤 이념의 이 특정 측면에 부여한 이름은 다양하다; "국민가톨릭", "정치 가톨릭주의" 및 "가톨릭 크로아트주의" 등이 제안되었다.) 집권 후 우스타샤는 피임을 금지하고 신성모독에 대한 법률을 강화했다.
우스타샤는 크로아트인들이 디나르 인종의 일부라는 것을 받아들였지만, 크로아트인들이 주로 슬라브족이라는 생각은 거부하고, 주로 고트족과 같은 게르만족 뿌리에서 왔다고 주장했다. 우스타샤는 정부가 당연히 강력하고 권위주의적이어야 한다고 믿었다. 이 운동은 "부패한" 의회 민주주의를 반대했으며, 가족 생활과 경제에 간섭하고 그들의 유물론을 주장하는 마르크스주의와 볼셰비즘을 반대했다. 우스타샤는 경쟁하는 정당과 선출된 의회가 자체 이익에 해롭다고 간주했다.
우스타샤는 로마 가톨릭교회와 이슬람교를 크로아티아 민족의 국교로 인정했지만, 처음에는 정교회를 자신들의 목적과 양립할 수 없다고 보아 거부했다. 우스타샤는 종교적 주제를 강조했음에도 불구하고, 국가에 대한 의무가 종교적 관습보다 우선한다고 강조했다.
집권 후 우스타샤는 "세르비아 정교회"라는 용어 사용을 금지하고 대신 "그리스-동방 종교"를 요구했다. 우스타샤는 많은 정교회 신자들을 강제로 가톨릭으로 개종시키고, 정교회 사제의 85%를 살해하거나 추방했으며, 많은 정교회 교회를 약탈하고 불태웠다. 우스타샤는 또한 교황 무류성을 인정하지 않는 구가톨릭교회도 박해했다. 1942년 7월 2일, 세르비아 정교회를 파괴하기 위한 추가 수단으로 크로아티아 정교회가 설립되었으나, 이 새로운 교회는 추종자가 거의 없었고 1945년에 폐지되었다.

### 반유대주의
초기에는 세르브인에 초점을 맞추었지만, 우스타샤는 나치와 가까워지면서 반유대주의를 채택했다. 1936년, "크로아트 문제"에서 안테 파벨리치는 유대인을 "크로아트인의 적"(세르브인과 프리메이슨 다음으로 세 번째이지만, 공산주의자보다 앞선다)으로 분류하며 다음과 같이 썼다:
"오늘날 크로아티아의 거의 모든 금융과 상업은 유대인의 손에 있다. 이는 국가의 지원을 통해서만 가능했으며, 이는 한편으로는 친세르비아계 유대인을 강화하고 다른 한편으로는 크로아트 민족의 힘을 약화시키려는 것이다. 유대인들은 소위 유고슬라비아 국가의 수립을 크게 기뻐했는데, 민족적 크로아티아는 다민족 유고슬라비아만큼 그들에게 유용할 수 없었기 때문이다. 왜냐하면 민족적 혼란 속에 유대인의 힘이 있기 때문이다... 사실, 유대인들이 예상했듯이, 유고슬라비아는 세르비아의 공식 생활 부패의 결과로 유대인들의 진정한 엘도라도가 되었다."
집권 후, 우스타샤는 즉시 나치식 인종법을 도입했다. 1941년 4월 30일, 우스타샤는 "인종적 기원에 관한 법령", "아리안 혈통 및 크로아티아 민족의 명예 보호에 관한 법령", 그리고 "시민권에 관한 법률 조항"을 선포했다. 이 법령들은 누가 유대인인지를 정의하고, 모든 비아리안, 즉 유대인과 롬인의 시민권을 박탈했다. 1941년 4월 말까지, 나치가 독일에서 유사한 조치를 시행하고 점령된 폴란드에서 시행된 지 1년이 넘기 전에, 우스타샤는 모든 유대인에게 다윗의 별을 포함한 휘장을 착용할 것을 요구했다. 우스타샤는 1941년 10월 10일 "유대인 및 유대인 기업 재산 국유화에 관한 법률 조항"을 선언했고, 이로써 모든 유대인 재산을 몰수했다.
이미 첫날인 1941년 4월 10~11일에 우스타샤는 저명한 자그레브 유대인 집단을 체포하고 몸값을 요구했다. 4월 13일에는 오시예크에서도 같은 일이 벌어졌는데, 우스타샤와 민족독일인 폭도들이 회당과 유대인 공동묘지를 파괴하기도 했다. 이 과정은 1941년에 여러 차례 유대인 집단을 대상으로 반복되었다. 동시에 우스타샤는 광범위한 반유대주의 선전을 시작했으며, 우스타샤 신문들은 크로아티아인들이 "자신들의 인종적 순수성을 보호하기 위해 다른 어떤 민족보다 더 경계해야 한다... 우리는 피를 유대인에게서 깨끗하게 유지해야 한다"고 썼다. 또한 그들은 유대인이 "배신, 속임수, 탐욕, 부도덕, 이질성"과 동의어이며, 따라서 "크로아티아 국민의 광범위한 계층은 항상 유대인을 경멸하고 그들에 대한 자연스러운 혐오감을 느꼈다"고 썼다.
1941년 5월, 우스타샤는 자그레브에서 유대인 스포츠 클럽 마카비 회원인 유대인 청년 165명을 체포하여 다니차 강제 수용소로 보냈다. 이들 중 3명을 제외한 모든 이들이 나중에 우스타샤에 의해 살해되었다. 우스타샤는 대부분의 유대인을 우스타샤 및 나치 강제 수용소로 보냈는데, 악명 높은 우스타샤 운영 야세노바츠 강제 수용소를 포함하여 크로아티아 독립국 내 유대인의 거의 3만 2천명, 즉 80%가 살해되었다. 1941년 10월, 자그레브 시장인 우스타샤는 자그레브 회당의 철거를 명령했고, 1942년 4월까지 완전히 철거되었다. 우스타샤는 유대교를 따르는 유대인들을 박해했지만, 가톨릭으로 개종한 유대인들에게는 크로아티아 시민으로 인정하고 명예 아리안 시민권을 부여하여 이전에 해고되었던 직장에 복직할 수 있도록 허용했다. 유대인들에게서 시민권을 박탈한 후, 우스타샤는 일부에게 뇌물 및 저명한 우스타샤와의 연줄을 통해 아리안 권리를 신청하도록 허용했다. 전체 과정은 매우 자의적이었다. 예를 들어, 자그레브 유대인의 2%만이 아리안 권리를 부여받았다. 또한, 아리안 권리가 강제 수용소로 보내지거나 다른 박해로부터 영구적인 보호를 보장하지는 않았다.

### 무슬림에 대한 견해
보스니아 헤르체고비나에 많은 추종자를 가졌던 이슬람교는 우스타샤에 의해 "크로아트인의 피를 순수하게 유지한다"는 종교로 칭송받았다. 우스타샤는 보슈냐크인을 "무슬림 크로아트인"으로 간주했으며, 그 결과 인종적 이유로 박해받지 않았다. 그러나 무슬림들도 우스타샤의 박해와 잔혹 행위에서 자유롭지는 않았으며, 종교적 또는 민족적 이유로 표적이 되지 않았더라도 말이다. 대부분의 무슬림은 합스부르크 통치 하의 자치로 돌아가는 것을 선호했으며, 우스타샤 정권에 대해 중립적이거나 반대하는 것으로 알려졌다. 파벨리치가 가톨릭교도와 무슬림 간의 평등을 약속했음에도 불구하고, 많은 무슬림들이 크로아트인 통치에 불만을 품었다. 무슬림(보슈냐크인)은 NDH의 민간 공무원 및 군대에서 약 12%를 차지했다.

### 기타 조치
경제적으로 우스타샤는 조합주의적 경제 건설을 지지했다. 이 운동은 사유재산과 소규모 생산 수단 소유에 대한 자연권이 국가 통제로부터 자유롭게 존재한다고 믿었다. 무장 투쟁, 복수, 테러는 영광스러운 것으로 여겨졌다.
정권이 제정한 법령은 주 및 지방 정부와 국영 기업에서 모든 불필요한 직원을 제거할 수 있는 근거를 마련했다. "불필요한" 직원은 모든 유대인, 세르브인, 유고슬라비아 지향적 크로아트인으로, 정부에 특별히 필요한 일부를 제외하고는 모두 해고되었다. 이는 우스타샤와 친우스타샤 지지자들이 채울 수많은 일자리를 남겼고, 전문 자격이 없는 사람들이 정부 직책을 채우게 만들었다. 달마티아계 미국인 역사가 요조 토마셰비치는 그의 저서 『유고슬라비아의 전쟁과 혁명: 1941~1945』에서 "역사상 크로아트인들이 우스타샤 정권 동안처럼 합법화된 행정, 경찰, 사법적 잔혹성과 남용에 노출된 적은 없었다"고 언급했다.

## 역사

### 제2차 세계 대전 이전
1920년대 동안 변호사이자 정치인이자 요시프 프랑크의 순수 권리당의 추종자였던 안테 파벨리치는 크로아티아 독립을 위한 주요 옹호자가 되었다. 1927년에 그는 이탈리아의 독재자이자 파시즘의 창시자인 베니토 무솔리니와 은밀히 접촉하여 자신의 분리주의 사상을 제시했다. 파벨리치는 크로아트인의 전체 역사적, 민족적 지역을 포함하는 독립적인 대크로아티아를 제안했다. 역사학자 로리 여먼스는 일찍이 1928년에 파벨리치가 민족주의 반란 집단을 구성할 것을 고려하고 있다는 징후가 나타났다고 주장했다.
1928년 10월, 푸니샤 라치치 몬테네그로 급진 정치인에 의해 유고슬라비아 의회의 주요 크로아티아 정치인 스체판 라디치(크로아티아 농민당 의장)가 암살된 후, 자그레브 대학교에서 브라니미르 옐리치에 의해 크로아티아 청년 운동이라는 청년 단체가 설립되었다. 1년 후, 파벨리치는 21세의 옐리치에 의해 조직의 하급 회원으로 초대되었다. 관련 운동인 도모브란스키 포크레트—오스트리아-헝가리에서 합법적인 크로아티아 군대의 이름이었던—는 크로아티아 민족 문제에 전념하는 신문 『흐르바츠키 도모브란』의 발행을 시작했다. 우스타샤는 『흐르바츠키 도모브란』을 미국에 보내 크로아티아계 미국인의 지지를 얻으려 했다. 도모브란 주변의 조직은 라디치 암살을 이용하여 분열된 국가 내에서 감정을 자극하며 온건한 크로아트인들을 끌어들이고 급진화시키려 했다. 1929년까지 두 가지 대립되는 크로아티아 정치 흐름이 형성되었다: 폭력만이 크로아티아의 민족적 이익을 확보할 수 있다는 파벨리치의 견해를 지지하는 세력과, 스체판 라디치의 후계자인 블라트코 마체크가 이끄는 훨씬 더 큰 크로아티아 농민당을 지지하는 세력.
크로아티아 권리당의 여러 회원들이 도모브란의 글쓰기에 기여하다가 1928년 크리스마스경 신문이 세르브인, 크로아트인, 슬로벤인 왕국 당국에 의해 금지되었다. 1929년 1월 국왕은 모든 민족 정당을 금지했으며, 파벨리치, 옐리치, 구스타브 페르체크를 포함한 권리당의 급진파는 망명했다. 이 집단에는 나중에 몇몇 다른 크로아티아 망명자들이 합류했다. 1929년 3월 22일, 즈보니미르 포스피실, 미요 바비치, 마르코 흐라닐로비치, 마티야 솔딘은 자그레브의 신문 노보스티의 편집장 겸 유고슈탐파 회장인 토니 슈레겔을 살해했고, 이는 우스타샤 테러 활동의 시작이었다. 흐라닐로비치와 솔딘은 이 살인 사건으로 체포되어 처형되었다. 1929년 4월 20일 파벨리치와 다른 사람들은 불가리아 소피아에서 마케도니아 민족 위원회 구성원들과 공동으로 선언문에 서명하여 "크로아티아와 마케도니아 모두의 인권과 민족 권리, 정치적 자유 및 완전한 독립을 확립하기 위한 합법적인 활동"을 추구할 것이라고 주장했다. 베오그라드의 국가 보존 법원은 1929년 7월 17일 파벨리치와 페르체크에게 사형을 선고했다.
망명자들은 유럽, 그리고 북미와 남미의 크로아티아 디아스포라에서 그들의 명분을 위한 지원을 조직하기 시작했다. 1932년 1월 그들은 그들의 혁명 조직을 "우스타샤"라고 명명했다. 우스타샤는 유고슬라비아에 최대한의 피해를 입히기 위한 테러 행위를 저질렀다. 파시스트 이탈리아와 헝가리에 있는 그들의 훈련 캠프에서 그들은 유고슬라비아행 국제 열차에 시한폭탄을 설치하여 사망자와 물질적 피해를 야기했다. 1932년 11월, 안드리야 아르투코비치가 이끄는 10명의 우스타샤는 4명의 지역 지지자들의 지원을 받아 리카/벨레비트산맥 지역의 브루샤니에 있는 헌병 초소를 공격하여 유고슬라비아 당국을 위협하려는 분명한 시도를 했다. 이 사건은 때때로 "벨레비트 봉기"라고 불리기도 한다.

#### 알렉산다르 1세 국왕 암살
우스타샤의 가장 악명 높은 테러 행위는 1934년 10월 9일 내부 마케도니아 혁명 기구(IMRO)와 협력하여 프랑스 마르세유에서 알렉산다르 1세 국왕을 암살했을 때 발생했다. 범인인 불가리아 혁명가 블라도 체르노젬스키는 프랑스 경찰에 의해 살해되었다. 국왕을 기다리던 세 명의 우스타샤 대원, 미요 크랄, 즈보니미르 포스피실, 밀란 라지치는 체포되어 프랑스 법원에서 종신형을 선고받았다. 독일의 프랑스 침공 이후, 이들은 감옥에서 풀려났다.
안테 파벨리치, 유겐 크바테르니크 및 이반 페르체비치는 음모의 실제 조직자로서 프랑스 법원에서 궐석 재판으로 사형을 선고받았다. 우스타샤는 알렉산더르 1세 국왕의 암살이 "유고슬라비아의 근간을 효과적으로 끊어 놓았으며" 그들의 "가장 중요한 성과"라고 믿었다.
암살 직후, 우스타샤와 관련된 모든 조직뿐만 아니라 시민 단체로 계속 활동했던 흐르바츠키 도모브란도 유럽 전역에서 금지되었다. 프랑스의 압력으로 이탈리아 경찰은 1934년 10월 파벨리치와 몇몇 우스타샤 망명자들을 체포했다. 파벨리치는 토리노에 투옥되었다가 1936년 3월에 석방되었다. 유겐 디도 크바테르니크와 만난 후, 그는 암살이 "세르브인들이 이해하는 유일한 언어"라고 말했다. 투옥 중 파벨리치는 크로아트인 블라트코 마체크가 이끄는 연합이 승리한 1935년 유고슬라비아 선거에 대해 통보받았다. 그는 자신의 승리가 우스타샤의 활동 덕분이라고 말했다. 1930년대 중반, 자그레브 거리에는 "안테 파벨리치 만세"(크로아티아어: Živio Ante Pavelić)를 의미하는 ŽAP 이니셜이 새겨진 낙서가 나타나기 시작했다. 1930년대 동안, 크로아티아와 보스니아에 남아 유고슬라비아에 대항해 싸운 "본국" 우스타샤 회원들과 해외로 망명한 "망명" 우스타샤 사이에 분열이 발생했다. 교육 수준이 훨씬 낮은 망명 우스타샤는 본국 우스타샤에 의해 폭력적이고 무지하며 광신적이라고 여겨졌고, 반대로 본국 우스타샤는 망명자들에 의해 "온건하다"고 일축되었으며, 스스로를 "전사 엘리트"로 보았다.
1937년 3월, 이탈리아와 유고슬라비아가 우호 조약을 체결한 후, 우스타샤와 그들의 활동은 금지되었다. 이는 젊은 크로아트인, 특히 대학생들의 관심을 끌었고, 그들은 지지자 또는 회원이 되었다. 1936년, 유고슬라비아 정부는 해외 우스타샤들에게 폭력을 포기하겠다고 약속하면 사면을 제공했고, 많은 망명파가 사면을 받아들였다. 1930년대 후반, 우스타샤는 크로아트 농민당의 준군사 조직인 크로아티아 방위군과 농민 시민당에 침투하기 시작했다. 자그레브 대학교에서는 우스타샤와 관련된 학생 단체가 1939년까지 가장 큰 단일 학생 단체가 되었다. 1939년 2월, 수감에서 돌아온 두 사람, 밀레 부다크와 이반 오르샤니치는 친우스타샤 잡지 『흐르바츠키 나로드』(영어로는 더 크로아티아 네이션)의 편집자가 되었다.

### 제2차 세계 대전
추축국은 1941년 4월 6일 유고슬라비아를 침공했다. 당시 크로아티아에서 가장 영향력 있는 정당이었던 크로아티아 농민당(HSS)의 지도자 블라트코 마체크는 독일의 새 정부 수립 제안을 거절했다. 4월 10일, 본국에 주둔하던 우스타샤 최고위 인사인 슬라브코 크바테르니크는 자그레브 경찰을 장악하고 그날 라디오 방송을 통해 크로아티아 독립국(NDH)의 수립을 선포했다. 이 국가의 이름은 크로아트인의 독립 투쟁을 활용하려는 시도였다. 마체크는 그날 성명을 발표하며 모든 크로아트인에게 새로운 당국과 협력할 것을 촉구했다.

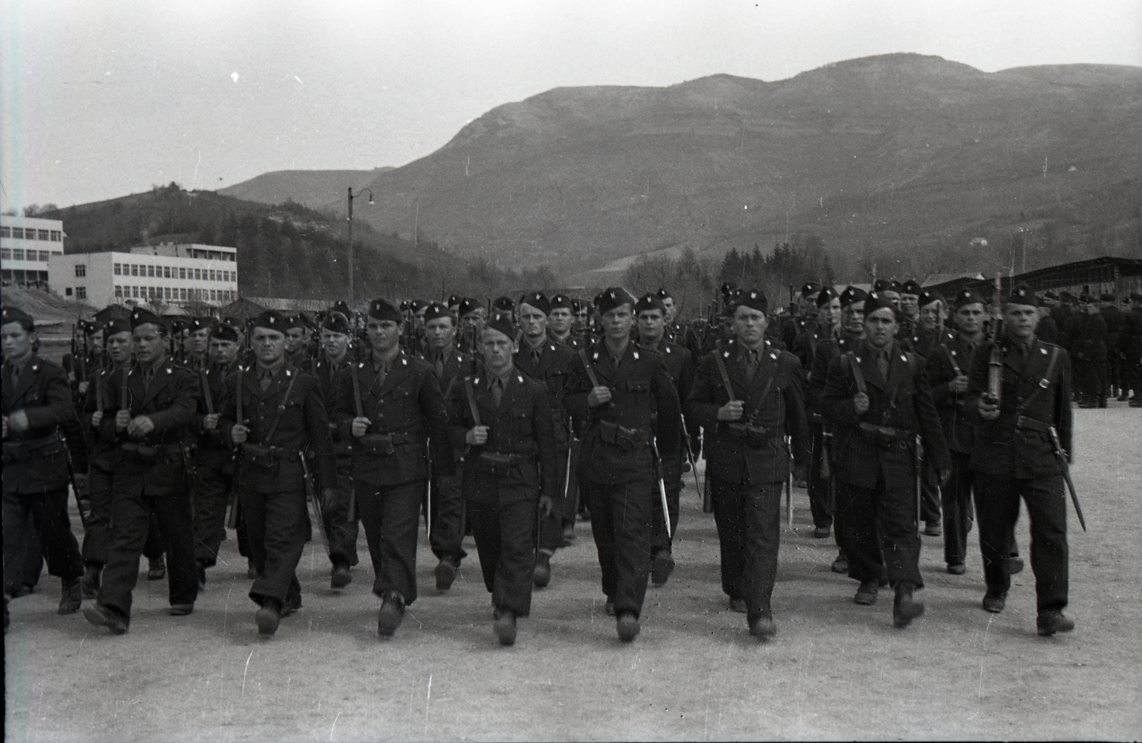
사라예보에 주둔한 우스타샤 부대

한편, 파벨리치와 수백 명의 우스타샤는 이탈리아의 캠프를 떠나 자그레브로 향했고, 그곳에서 1941년 4월 16일 새 정부를 선포했다. 그는 자신에게 "포글라브니크"라는 칭호를 부여했는데, 이는 "퓌러"에 대한 크로아티아어 유사어이다. 크로아티아 독립국은 현재 크로아티아 공화국(이스트리아 제외), 보스니아 헤르체고비나, 시르미아, 코토르만을 포함하는 크로아티아의 "민족적 및 역사적 영토"에 선포되었다. 그러나 독립 선언 며칠 후, 우스타샤는 로마 조약에 서명하여 달마티아 일부와 크르크, 라브, 코르출라, 비오그라드, 시베니크, 스플리트, 치오보, 숄타, 믈레트 및 코나블레 일부와 코토르만을 이탈리아에 양도해야 했다. 이 영토에 대한 사실상의 통제는 전쟁 동안 유고슬라비아 파르티잔이 더 성공적이 되면서 독일과 이탈리아가 관심 지역에 대한 직접 통제를 점차 행사하게 되면서 다양했다. 독일과 이탈리아는 NDH를 두 개의 영향권으로 나누었다: 이탈리아가 통제하는 남서부와 독일이 통제하는 북동부. 그 결과 NDH는 "이탈리아-독일 준보호령"으로 묘사되었다. 1943년 9월, 이탈리아 항복 이후, NDH는 로마 조약을 통해 이탈리아에 합병되었던 전체 영토를 재점령했다.
초기에 정부를 지지했던 크로아트인들 사이에서 우스타샤 정권에 대한 지지 감소는 국가의 심장부로 간주되는 달마티아를 이탈리아에 양도하면서 시작되었고, 우스타샤의 박해로 인한 내부 무법 상태로 인해 더욱 악화되었다.

#### 우스타샤 민병대

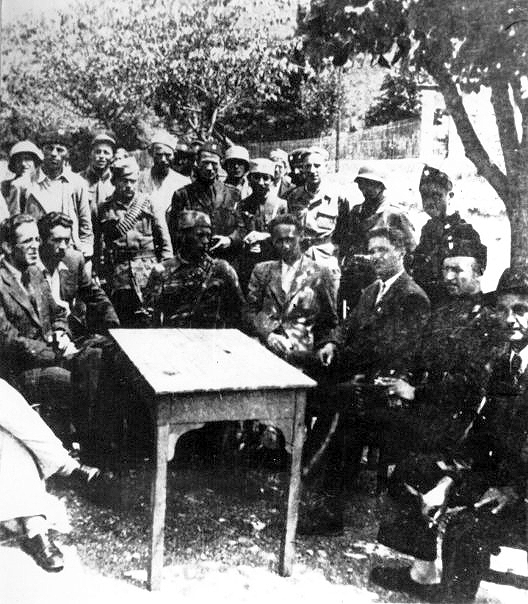
체트니크와 크로아티아 독립국 장교(포함: 우스타샤 민병대 및 크로아티아 국내군) 간의 보스니아 회담

크로아티아 독립국군은 우스타샤 활동에 참여하지 않은 징집병들로 구성되었다. 우스타샤 민병대는 1941년에 5개(나중에 15개)의 700명 규모 대대, 2개의 철도 경비 대대, 그리고 정예 검은 군단과 포글라브니크 경호 대대(나중에 여단)로 조직되었다. 그들은 주로 교육받지 못한 인구와 노동계층에서 모집되었다.
1941년 4월 27일, 새로 창설된 우스타샤 군대 부대는 비옐로바르 근처 구도바츠의 세르비아인 공동체 구성원들을 학살했다. 결국 우스타샤에 반대하거나 위협하는 모든 사람들은 불법화되었다. HSS는 1941년 6월 11일 금지되었는데, 이는 우스타샤가 크로아티아 농민층의 주요 대표로서 그들의 자리를 차지하려는 시도였다. 블라트코 마체크는 야세노바츠 강제 수용소로 보내졌지만, 그의 인기 때문에 나중에 가택 연금형을 선고받고 석방되었다. 마체크는 나중에 외국인들로부터 파벨리치 정부에 맞서 입장을 취하라는 요청을 받았지만 거절했다. 1941년 초, 유대인과 세르브인들은 자그레브의 특정 지역을 떠나라는 명령을 받았다.
크로아티아 독립국이 수립된 지 몇 달 후, 대부분의 우스타샤 집단은 중앙 통제하에 있지 않았다. 4,500명의 정규 우스타샤 군단 병력 외에도 약 25,000~30,000명의 "야생 우스타샤"(hrv. "디블제 우스타셰")가 있었는데, 이들은 정부 통제 언론에 의해 "농민 우스타샤"로 "간청"하여 정권의 적들과 싸우러 보내지기를 원했다. 1941년 여름 동안 세르브인 인구에 대한 대량 범죄가 저질러진 후, 정권은 모든 잔혹 행위를 비정규 우스타샤에게 돌리기로 결정했다. 이들은 철저히 규율이 없었고 약탈물로만 봉사 비용을 받았으며, 당국은 심지어 1941년 8월과 9월에 많은 이들을 세르브인과 집시들에 대한 극단적인 폭력을 무단으로 사용했다는 이유로 사형을 선고하고 공개적으로 처형했다. 야생 우스타샤의 통제되지 않는 약탈과 살인을 종식시키기 위해 중앙 정부는 약 6,000명의 헌병과 약 45,000명의 새로 모집된 정규 "도모브란스트보" 병력을 사용했다.

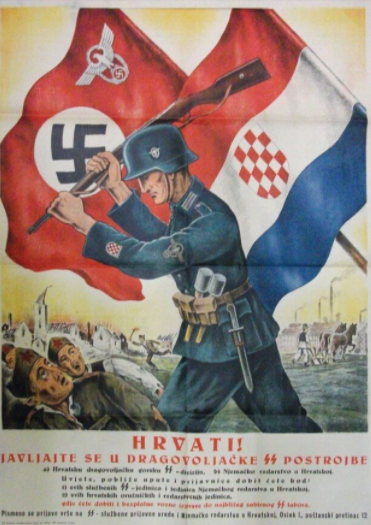
NDH에서 사용된 나치 SS 모집 포스터

파벨리치는 1941년 6월 6일 아돌프 히틀러를 처음 만났다. 당시 파벨리치 정부의 장관이었던 밀레 부다크는 1941년 7월 22일 국가의 폭력적인 인종 정책을 공개적으로 선포했다. 비밀 경찰 책임자인 막스 루부리치는 같은 해 여름 강제 수용소를 건설하기 시작했다. 디나르알프스산맥 전역의 마을에서 일어난 우스타샤 활동은 이탈리아와 독일이 불안감을 표명하게 만들었다. 작가/역사가 스르자 트리프코비치에 따르면, 일찍이 1941년 7월 10일 독일 국방군 총사령관 에드문트 글라이제 폰 호르스테나우는 OKW에 다음과 같이 보고했다.
우리 군대는 그러한 사건의 침묵하는 증인이 되어야 합니다. 이는 그들의 높은 명성에 좋지 않습니다. .. 저는 독일 점령군이 마침내 우스타샤 범죄에 개입해야 한다는 말을 자주 듣습니다. 결국 그렇게 될 수도 있습니다. 지금은 가용한 병력으로 그러한 조치를 요구할 수 없습니다. 개별 사건에 대한 임시 개입은 독일군이 과거에 예방할 수 없었던 수많은 범죄에 대해 책임을 지는 것처럼 보이게 할 수 있습니다.
역사학자 조너선 스타인버그는 세르브인과 유대인 민간인에 대한 우스타샤의 범죄를 다음과 같이 묘사한다. "세르브인과 유대인 남녀노소는 말 그대로 잔인하게 살해당했다." 이탈리아인들이 찍은 우스타샤 범죄 사진들을 회상하며 스타인버그는 이렇게 썼다. "주머니칼로 유방이 잘려나간 세르브인 여성들, 눈이 뽑히고 거세당하며 mutilate된 남성들의 사진이 있다."

1942년 2월 17일 SS 최고지도자 하인리히 힘러에게 제출된 게슈타포 보고서에는 다음과 같이 명시되어 있다.
반군] 활동 증가의 주된 원인은 크로아티아에서 우스타샤 부대가 정교회 신자들을 대상으로 자행한 잔혹 행위 때문이다. 우스타샤는 징집 연령의 남성뿐만 아니라 특히 무력한 노인, 여성, 어린이들에게 짐승 같은 방식으로 만행을 저질렀다. 우스타샤가 학살하고 사디즘적으로 고문하여 죽인 정교회 신자의 수는 약 30만 명에 달한다.

1942년 9월, 우스타샤 방어 여단이 창설되었고, 1943년에는 우스타샤 대대가 8개의 4개 대대 여단(1군부터 8군까지)으로 재편되었다. 1943년, 독일은 동부 전선에서 막대한 손실을 입었고, [[카시빌레 휴전|이탈리아는 연합국과 휴전 협정을 맺어 파르티잔이 사용할 상당량의 무기를 남겨두었다.]]

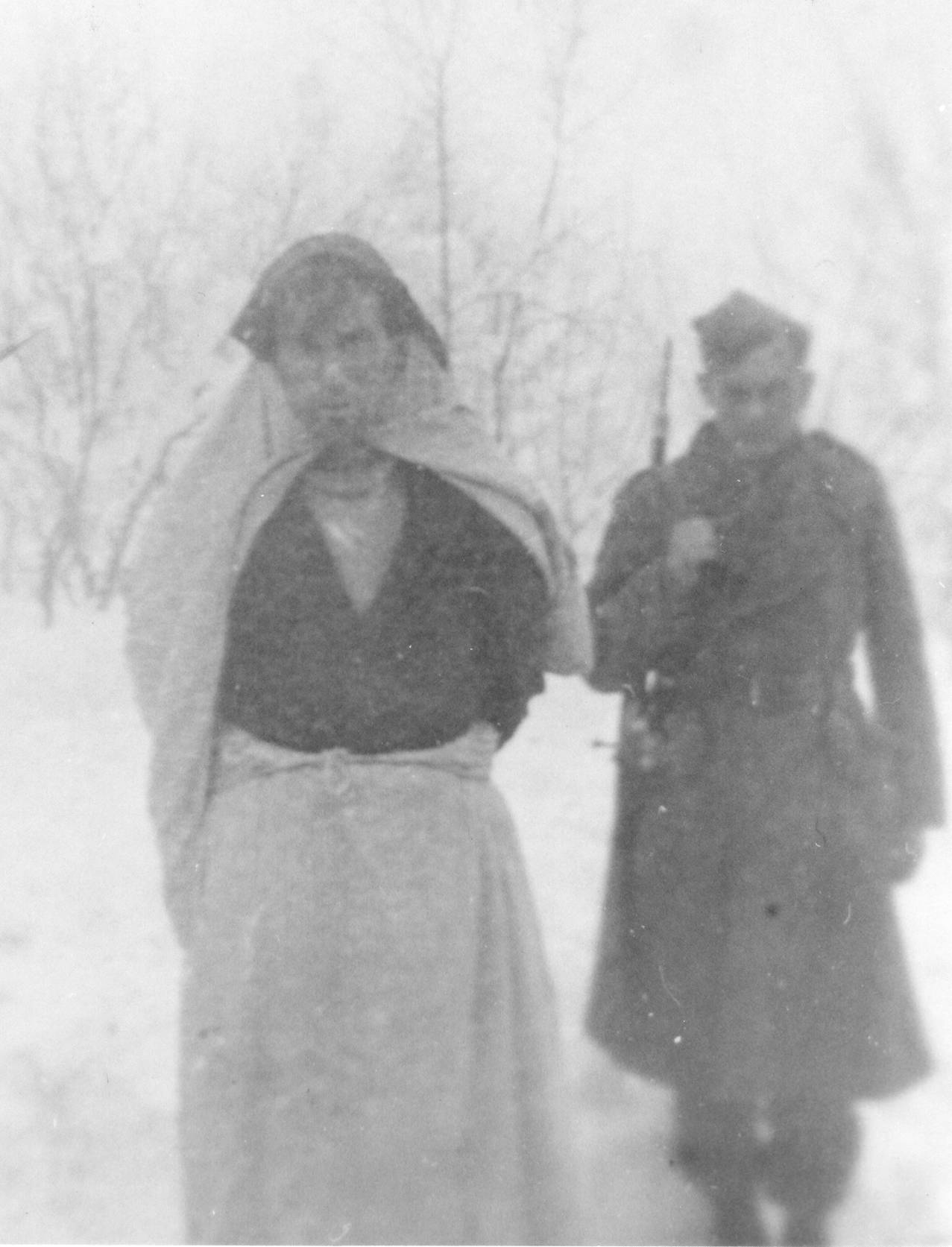
파르티잔 제6 크라이나 여단에 의해 잡힌 여성복 차림의 우스타샤

1944년까지 파벨리치는 거의 전적으로 10만 명 규모의 우스타샤 부대에 의존했는데, 이들은 1군부터 20군까지의 여단, 21군부터 24군까지의 신병 훈련 여단, 3개 사단, 2개 철도 여단, 1개 방어 여단, 그리고 새로운 기동 여단으로 편성되었다. 1944년 11월, 크로아티아 독립국군이 우스타샤 부대와 통합되어 18개 사단(보병 13개, 산악 2개, 돌격 2개, 교체 1개 사단으로 구성되며, 각 사단은 자체 포병 및 기타 지원 부대를 보유)을 형성하면서 군대는 사실상 우스타샤의 통제하에 놓였다. 여러 기갑 부대도 있었다.
독일 E군의 공식 항복(1945년 5월 9일) 이후에도 전투는 잠시 계속되었다. 파벨리치는 NDH 병력에게 다수의 민간인과 함께 오스트리아로 탈출하라고 명령했다. 독일과 우스타샤 혼성 부대와 파르티잔 병력 간의 폴랴나 전투는 유럽 땅에서 제2차 세계 대전의 마지막 전투였다. 탈출하는 대부분의 사람들, 즉 우스타샤와 민간인 모두 블라이부르크와 오스트리아 국경의 다른 곳에서 파르티잔에게 넘겨졌다. 파벨리치는 가톨릭 성직자들의 도움으로 오스트리아와 로마에 숨어 지내다가 나중에 아르헨티나로 도피했다.

### 전후
제2차 세계 대전 이후, 많은 우스타샤 대원들은 지하로 숨거나 캐나다, 오스트레일리아, 독일, 그리고 남아메리카의 일부 국가, 특히 아르헨티나로 도피했으며, 이 과정에서 로마 가톨릭교회와 그들의 풀뿌리 지지자들의 도움을 받았다.
몇 년 동안 일부 우스타샤는 십자군이라는 저항 단체를 조직하려 했으나, 그들의 노력은 유고슬라비아 당국에 의해 대부분 좌절되었다. 크로아티아 독립국의 패배와 함께 이 활동적인 운동은 휴면 상태가 되었다. 살아남은 우스타샤 사이의 내분으로 인해 조직이 분열되었다. 파벨리치는 크로아티아 해방 운동을 창설했는데, 여기에는 이전 국가의 여러 지도자들이 합류했다. 브예코슬라브 브란치치는 개혁된 크로아티아 해방 운동을 창설하고 그 지도자가 되었다. 막스 루부리치는 크로아티아 민족 저항을 창설했다. 브라니미르 옐리치는 크로아티아 민족 위원회를 창설했다. 전 십자군이자 우스타샤 기동 경찰관이었던 스레치코 로베르는 오스트레일리아에서 우스타샤 그룹을 설립하는 데 도움을 주었다.
몬테네그로인 블라고예 요보비치는 1957년 4월 9일 부에노스아이레스 근처에서 파벨리치를 총으로 쏘았고, 파벨리치는 나중에 부상으로 사망했다.

## 민족적 및 종교적 박해

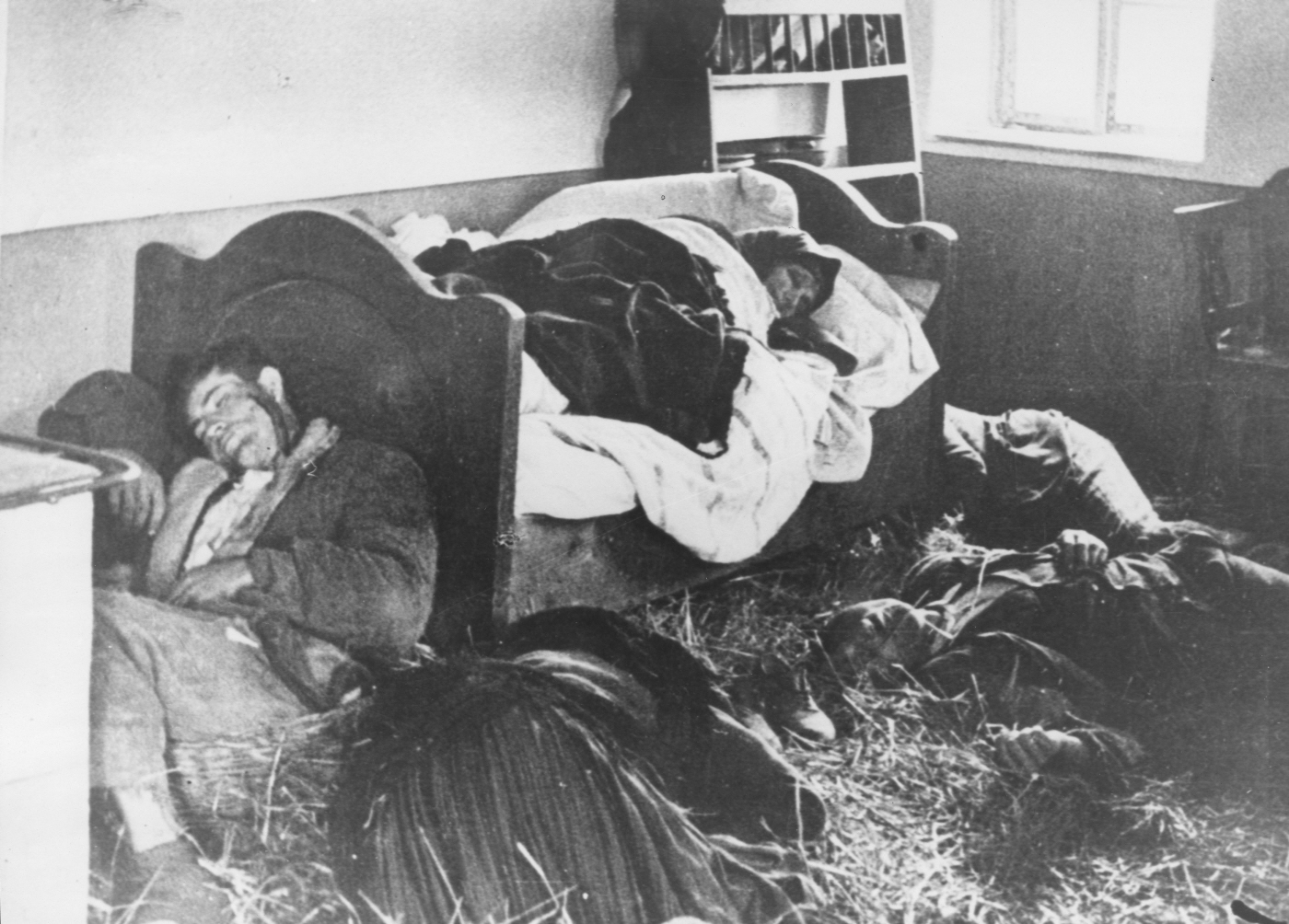
1941년, 우스타샤 민병대의 습격으로 집에서 학살당한 세르브인 가족 전체.

우스타샤는 민족적으로 "순수한" 크로아티아를 만들려고 했으며, 크로아티아, 보스니아 헤르체고비나에 거주하는 세르브인들을 이 목표의 가장 큰 장애물로 보았다. 우스타샤 장관 밀레 부다크, 미르코 푸크, 밀로반 자니치는 1941년 5월 새로운 우스타샤 정책의 목표가 민족적으로 순수한 크로아티아라고 선언했다. 그들의 목표를 달성하기 위한 전략은 다음과 같았다.
1. 세르브인의 3분의 1은 살해되어야 했다.
2. 세르브인의 3분의 1은 추방되어야 했다.
3. 세르브인의 3분의 1은 강제로 가톨릭으로 개종되어야 했다.

NDH 정부는 홀로코스트에서 나치 독일과 협력했으며, 국경 내에서 세르브인, 유대인, 롬족에 대한 자신들만의 집단학살 버전을 실행했다. 세르브인에 대한 국가 정책은 1941년 5월 2일 NDH 입법회 장관 밀로반 자니치의 말로 처음 선포되었다:
| “ | 이 나라는 오직 크로아티아의 나라만이 될 수 있으며, 우리는 이 나라를 진정으로 크로아티아답게 만들고 수세기 동안 우리를 위협해왔고 기회가 주어진다면 다시 위협할 세르브인들로부터 정화하기 위해 어떤 방법도 주저하지 않을 것이다. | ” |

우스타샤는 제3제국의 뉘른베르크 법을 본떠 인종법을 제정했는데, 이는 유대인, 롬인, 세르브인을 박해했으며, 이들은 집단적으로 크로아티아 민족의 적으로 선언되었다. 세르브인, 유대인, 롬인, 그리고 공산주의자를 포함한 크로아티아 및 보슈냐크 반체제 인사들은 강제 수용소에 수용되었으며, 그 중 가장 큰 곳은 야세노바츠였다. 전쟁이 끝날 무렵, 파벨리치 지도 하의 우스타샤는 약 3만 명의 유대인과 2만 6천 ~ 2만 9천 명의 롬인을 살해한 것으로 추정되며, 세르브인 희생자 수는 20만에서 50만에 이르는 것으로 추정되며, 역사학자들은 일반적으로 30만에서 35만 명 사이의 사망자를 기록하고 있다.
유고슬라비아 사회주의 연방공화국의 역사 교과서는 야세노바츠의 총 희생자 수를 70만 명으로 인용했다. 이는 1946년 인구통계학적 인구 손실(전쟁 후 실제 인구수와 전쟁 전 성장 추세가 지속되었다면 있었을 인구수의 차이) 계산에서 비롯된 것이다. 이후 에드바르드 카르델과 모샤 피야데는 유고슬라비아가 독일에 보낸 전쟁 배상금 청구에서 이를 사용했다. 미국 홀로코스트 기념관은 야세노바츠 항목에서 다음과 같이 말한다.
| “ | 희생자 수를 결정하는 것은 매우 문제가 많은데, 관련 문서의 상당수가 파괴되었고, 살아남은 문서들도 독립적인 학자들에게 오랫동안 접근이 불가능했으며, 전후 당파적 학술 연구와 언론의 이념적 의제가 민족적 긴장, 종교적 편견, 이념적 갈등의 영향을 받아왔고 여전히 받고 있기 때문이다. 우스타샤는 우스타샤 통치 기간 동안 크로아티아와 보스니아에 거주하던 세르브족 민족 주민 32만에서 34만 명을 살해했다; 3만 명 이상의 크로아티아 유대인들이 크로아티아 또는 아우슈비츠-비르케나우에서 살해되었다. | ” |

USHMM은 우스타샤의 주요 희생자인 세르브인 희생자 수에 대한 추정치가 엄청나게 다양하지만, "가장 신뢰할 수 있는 수치는 33만에서 39만 명 사이이며, 야세노바츠에서 4만 5천에서 5만 2천 명의 세르브인이 살해되었다"고 언급한다.

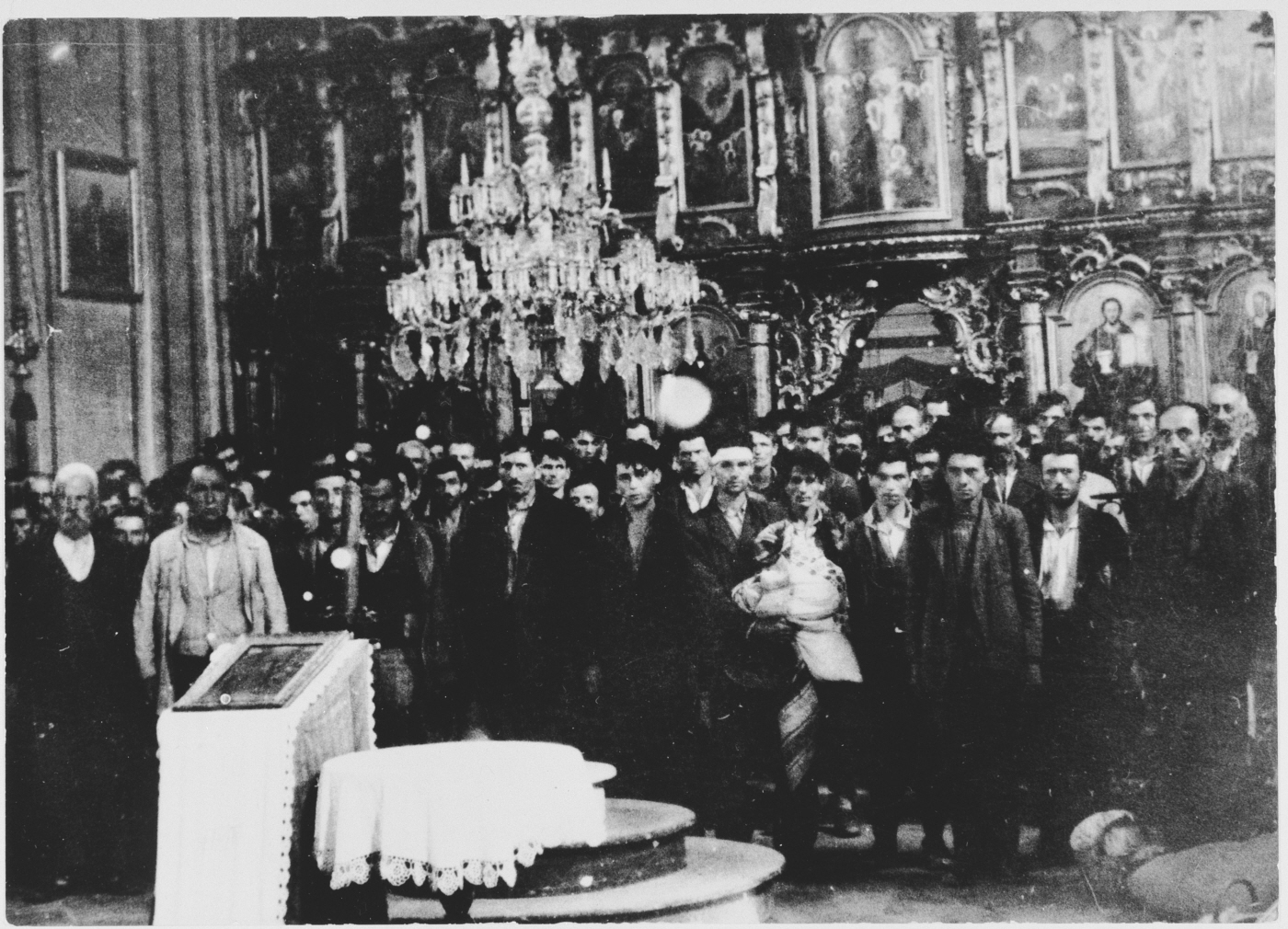
글리나에서 우스타샤에 의해 강제로 가톨릭으로 개종당한 세르브인 민간인들

야세노바츠 기념관은 1964년 베오그라드 정부 관리들이 수집한 야세노바츠 희생자 83,145명의 이름 목록과 최근 조사에서 확인된 희생자들의 이름과 생체 정보를 보관하고 있다. 수집 과정이 불완전했으므로, 그들은 이 목록이 전체 희생자의 60%에서 75%를 나타내며, 이 복합 시설에서 살해된 사람들의 수는 대략 8만에서 10만 명 사이라고 추정했다. 이전 기념관 책임자 시모 브르다르는 야세노바츠에서 최소 36만 5천 명이 사망했다고 추정했다. 통계학자 블라디미르 제랴비치와 보고류브 코초비치의 분석은 기념관의 분석과 유사했다. 전체 유고슬라비아에서 세르브인 사망자 수는 코초비치에 따르면 48만 7천 명, 제랴비치에 따르면 53만 명으로, 총 사망자 101만 4천 명 또는 102만 7천 명(각각) 중 일부였다. 제랴비치는 또한 NDH에서 살해된 세르브인 민간인이 19만 7천 명(야세노바츠 및 다른 곳의 수감자 7만 8천 명 포함)과 세르브인 전투원 12만 5천 명이라고 밝혔다.
베오그라드 홀로코스트 박물관은 77,000명 이상의 야세노바츠 희생자 명단을 작성했다. 이전에 이 박물관은 총 700,000명의 희생자 주장을 지지했던 밀란 불라지치가 이끌었다. 현재 박물관 운영진은 명단을 80,000명 이상으로 확대했다. 제2차 세계 대전 동안 다양한 독일 군 지휘관과 민간 당국은 크로아티아 독립국 영토 내에서 살해된 세르브인, 유대인, 기타 민족의 수에 대해 다양한 수치를 제시했다. 역사학자 요조 토마셰비치 교수는 이러한 수치 중 일부가 세르브인과 크로아트인 사이에 더 큰 적대감을 조성하여 추축국에 저항하는 데 단결하지 못하도록 조장하기 위한 "고의적인 과장"일 수 있다고 주장했다. 이러한 수치에는 400,000명의 세르브인(알렉산더 뢰어); 500,000명의 세르브인(로타르 렌둘리치); 1943년 3월까지 250,000명(에드문트 글라이제 폰 호르스테나우); 1943년 "75만 명 이상의 세르브인"(헤르만 노이바허); 1944년 3월까지 강제 수용소에 600,000–700,000명(에른스트 픽); 700,000명(마센바흐)이 포함되었다.

### 강제 수용소

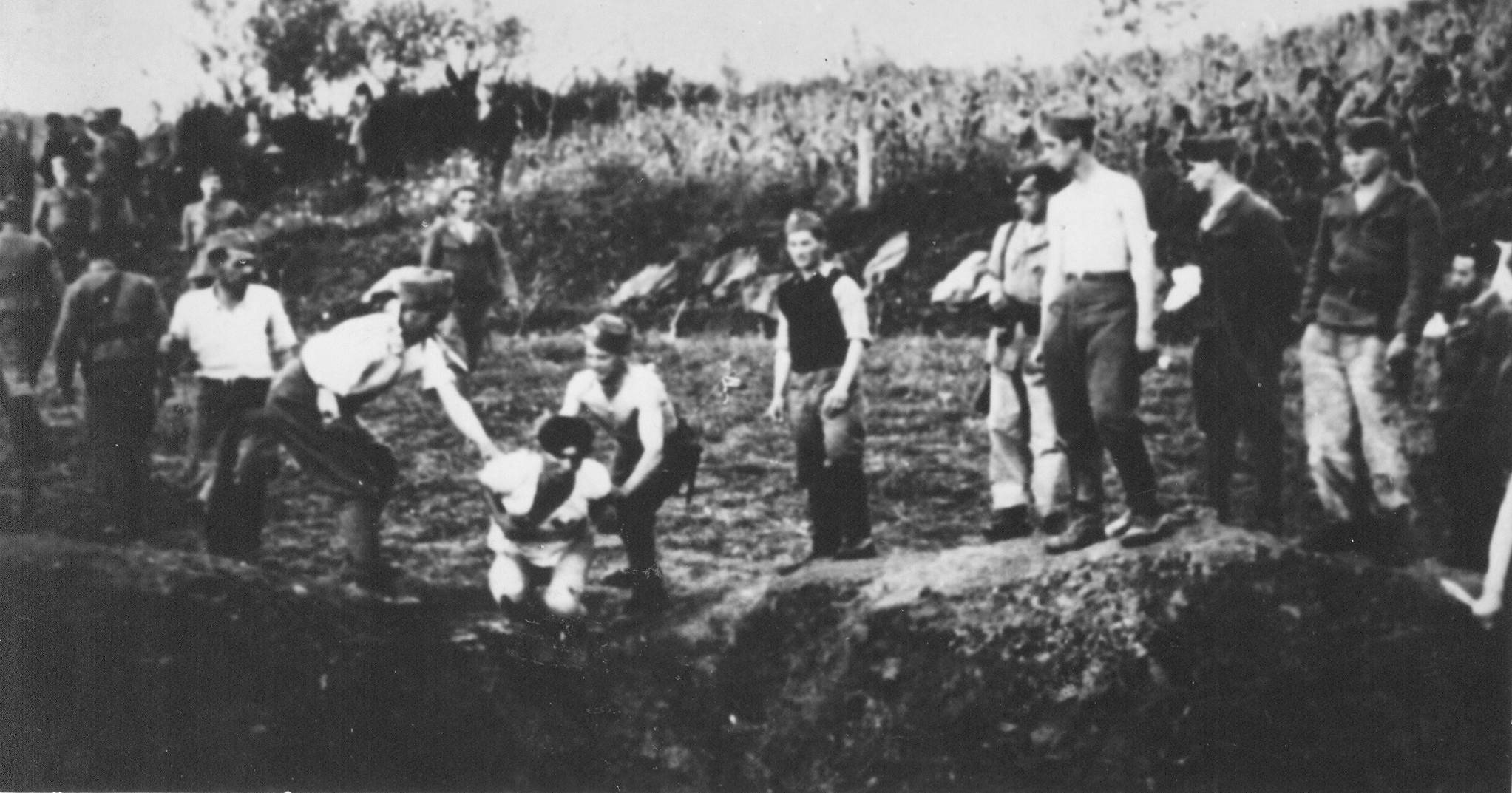
야세노바츠 강제 수용소 근처에서 포로를 처형하는 우스타샤 민병대.

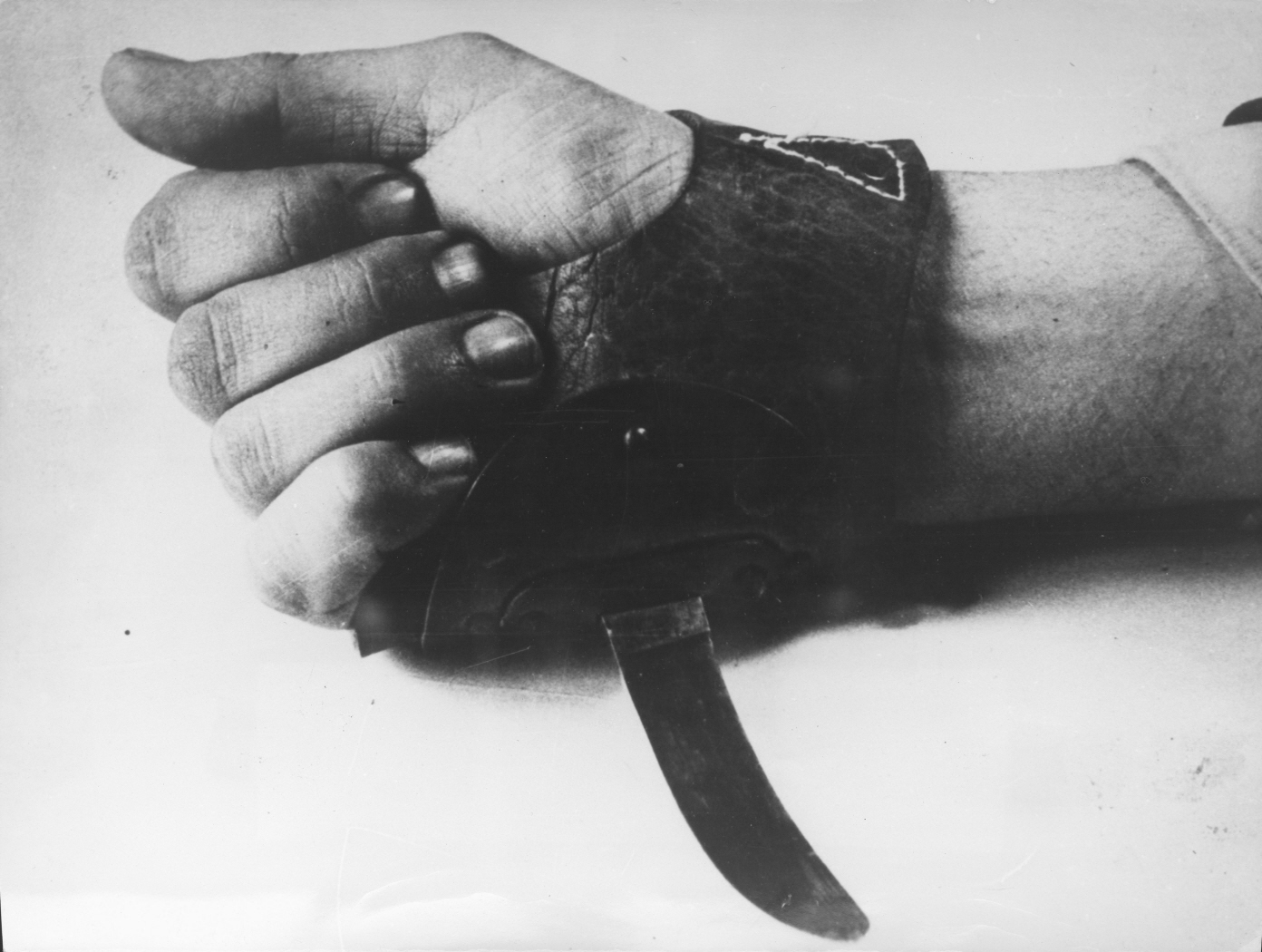
우스타샤 민병대가 야세노바츠 수용소에서 수감자들을 신속하게 살해하기 위해 손에 묶고 사용했던 "세르브인 절단기" 또는 "스르보셰크"라는 별명을 가진 칼

첫 번째 수용소 집단은 1941년 봄에 형성되었는데, 대표적으로 다음이 있다.
- 코프리브니차 근처 다니차
- 파그 섬의 슬라나와 메타냐
- 고스피치 근처 야도브노
- 보스니아의 비테즈와 트라브니크 근처 크루슈치차
- 자코보
- 자고레의 로보르그라드
- 오시예크 근처 테냐

이 수용소들은 1942년 10월까지 폐쇄되었다. 야세노바츠 강제 수용소 복합체는 1941년 8월부터 1942년 2월 사이에 건설되었다. 처음 두 수용소인 크라피에와 브로치차는 1941년 11월에 폐쇄되었다. 세 개의 새로운 수용소는 전쟁이 끝날 때까지 계속 운영되었다.
- 치글라나(야세노바츠 III)
- 코자라(야세노바츠 IV)
- 스타라 그라디슈카(야세노바츠 V) – 여성 및 아동을 위한 강제 수용소

다른 캠프도 있었다:
- 시사크 강제 수용소
- 야스트레바르스코 아동 캠프
- 고스피치 강제 수용소
- 자그레브 근처 케레스티네츠 교도소
- 바라주딘 근처 레포글라바 강제 수용소

수감자 수:
- 야세노바츠에 300,000명에서 350,000명(논란의 여지가 있음)
- 고스피치에 약 35,000명
- 파그에 약 8,500명
- 자코보에 약 3,000명
- 야스트레바르스코에 1,018명
- 레포글라바에 약 1,000명

### 세르브인 민간인 학살
강제 수용소에서의 대량 학살 외에도 우스타샤는 현장에서 많은 민간인 학살을 저질렀다. 세르브인에 대한 첫 번째 대량 학살은 1941년 4월 30일에 일어났는데, 우스타샤가 구도바츠에서 세르브인 주민 196명을 체포하여 살해했다. 이후 블라가이, 글리나, 코리타, 네베시네, 프레빌로브치, 메트코비치, 오토차츠, 보친, 샤르고바츠, 기타 지역에서 많은 학살이 뒤따랐다. 모스타르의 크로아티아 가톨릭 주교 알로이지예 미시치는 전쟁 첫 6개월 동안 헤르체고비나의 한 작은 지역에서 세르브인 민간인 대량 학살을 다음과 같이 묘사했다.
| “ | 사람들은 짐승처럼 잡혔습니다. 도살되고, 살해되고, 산 채로 심연에 던져졌습니다. 여성들, 아이를 가진 어머니들, 젊은 여성들, 소녀들과 소년들이 구덩이에 던져졌습니다. 모스타르의 부시장인 무함마드인 발리치 씨는 공식적으로는 침묵하고 말하지 않아야 하지만, 류비네에서만 700명의 분열주의자들 (즉, 세르비아 정교회 신자들)이 한 구덩이에 던져졌다고 공개적으로 말합니다. 모스타르와 차플리나에서 슈르만치 역으로 끌려간 여성들, 어머니들, 소녀들, 10세 미만 어린이들로 가득 찬 6량의 기차 객차가 언덕으로 끌려가 산 채로 절벽 아래로 던져졌습니다. 모두 던져지고 살해되었습니다. 클렙치 교구에서는 주변 마을에서 3,700명의 분열주의자들이 살해되었습니다. 불쌍한 영혼들이여, 그들은 고요했습니다. 더 이상 열거하지 않겠습니다. 너무 멀리 갈 것입니다. 모스타르 시에서는 수백 명이 묶여 도시 밖으로 끌려가 짐승처럼 살해되었습니다. | ” |

#### 우스타샤 학살에 대한 독일측 기록
크로아티아와 보스니아에 주둔한 독일 장교들은 세르브인에 대한 우스타샤의 대량 학살에 대해 "도살", "잔학 행위", "도살", "테러"와 같은 단어를 사용하며 반복적으로 혐오감을 표명했고, 수십만 명의 희생자를 언급했다. 제714사단 소속 발터 클라인엔베르거 소령은 우스타샤의 잔혹 행위가 "모든 문명의 법률을 무시한 것이었다. 우스타샤는 예외 없이 남성, 여성, 어린이를 살해했다"고 불평했다. 독일의 코노파츠키 대위는 우스타샤 검은 군단이 동부 보스니아에서 세르브인 민간인을 학살한 것을 "무고한 사람들을 도살하는 새로운 물결"이라고 불렀다. ISC가 점령한 세르비아의 스렘에서 우스타샤의 세르브인 "대량 학살"(Abschlachtung)은 세르브인 봉기에 대한 독일의 우려를 불러일으켰다. 폰 베델 중령은 서부 보스니아에서 우스타샤가 여성과 어린이를 "짐승처럼" "잔혹한 처형"으로 살해했다고 썼다. 히틀러의 크로아티아 전권대사 폰 호르스테나우 장군은 인근 마을에서 야세노바츠 강제 수용소 경비원들이 저지른 학살의 여파를 다음과 같이 묘사했다.
| “ | 크르크베니 복에서, 약 500명의 15세에서 20세 사이의 깡패들이 우스타샤 중령의 지휘 아래 습격한 불행한 장소에서, 사람들이 곳곳에서 살해당하고, 여성들은 강간당하고 고문당해 죽었으며, 아이들도 살해당했습니다. 저는 사바강에서 눈이 파헤쳐지고 성기에 말뚝이 박힌 젊은 여성의 시체를 보았습니다. 이 여성은 이 괴물들의 손에 넘어갔을 때 기껏해야 20세 정도였습니다. 주위에는 돼지들이 매장되지 않은 시체를 먹고 있었습니다. "운 좋은" 주민들은 끔찍한 화물차에 실려갔고; 이 강제적인 "승객"들 중 많은 이들이 수용소 [야세노바츠]로 가는 도중 동맥을 끊었습니다. | ” |

독일군은 심지어 1942년 2월 바냐루카 주변 세 마을에서 미로슬라브 필리포비치 우스타샤 군목이 52명의 어린이를 포함하여 약 2,300명의 민간인을 학살한 혐의로 재판에 회부하는 이례적인 조치를 취했다. 1943년 3월 3일, 폰 호르스테나우 장군은 "지금까지 25만 명의 세르브인이 살해되었다"고 썼다. 로타르 렌둘리치 장군은 1942년 8월 우스타샤 관리에게 50만 명의 세르브인이 어떻게 살해되었는지 이해할 수 없다고 말하자, 우스타샤가 "50만 명은 명예를 훼손하는 비난이며, 그 수는 20만 명을 넘지 않는다"고 답했다고 기록했다. 다른 독일 소식통들은 ISC에서 세르브인 희생자의 총 수를 최대 60만에서 70만 명으로 추정했다.

### 종교적 박해
세르브인들을 완전히 제거하기 위한 정책의 일환으로, 3분의 1은 죽이고, 3분의 1은 개종시키고, 3분의 1은 추방하는 방식으로, 우스타샤는 가톨릭 사제들의 참여로 기독교 정교회 세르브인들을 가톨릭으로 강제 개종시켰다. 때로는 개종의 전망이 단순히 세르브인들을 모아 살해하기 위한 속임수에 불과하기도 했다. 예를 들어 글리나에서처럼. 1943년 5월 18일, 스테피나츠 대주교는 교황에게 보낸 서신에서 24만 명이 개종했다고 추정했다. 우스타샤는 157명의 정교회 사제를 살해했으며, 그 중 3명의 세르브 정교회 주교(바냐루카 주교는 목을 베고 사라예보 대주교는 살해)가 포함되었고, 자그레브 정교회 대주교는 투옥되고 고문당했다. 우스타샤는 세르비아로 327명의 정교회 사제와 1명의 주교를 추방했으며, 다른 2명의 주교와 12명의 사제는 스스로 떠났다.
NDH 법에 따르면 교육받지 못한 세르브인만이 개종 자격이 있었다. 상인, 지식인, 특히 정교회 성직자를 포함한 교육받은 사람들은 근절되거나 추방되어야 했다.
따라서 크로아티아 독립국의 정교회 사제의 85%는 우스타샤에 의해 살해되거나 추방되었는데, 이는 "정교회 인구를 영적 지도자 없이 남겨두어 우스타샤의 강제 또는 공포 유발 가톨릭 개종 정책이 더 쉽게 실행될 수 있도록 하기 위함"이었다. 우스타샤는 수많은 정교회 교회를 파괴하고 훼손했으며, 키릴 문자와 율리우스력(모두 세르비아 정교회에서 공식적으로 사용됨)의 사용을 금지하고 심지어 "세르비아 정교회"라는 용어도 금지했다. 정교회 학교는 폐쇄되었고, 교회는 헌금 수집이 금지되어 수입을 잃었다. 교회 재산은 몰수되었고, 일부는 크로아티아 가톨릭교회로 넘어갔다. 마침내 세르비아 정교회를 파괴하기 위해 우스타샤는 러시아 수도사제 게르모겐 막시모프를 "총대주교"로 앉히고 자체적인 크로아티아 정교회를 만들려고 했으나, 추종자를 얻지 못했다.
우스타샤의 세르비아 정교회 파괴를 위한 수많은 행동에도 불구하고, 역사학자 요조 토마셰비치는 가톨릭 대주교 스테피나츠나 크로아티아 가톨릭교회의 다른 구성원들로부터 이러한 범죄에 대한 공개적 또는 비공개적 비난을 발견하지 못했다. 오히려 그는 세르비아 정교회에 대한 우스타샤의 대규모 공격이 "많은 크로아티아 가톨릭 사제들에 의해 승인되고 지지되었으며", 크로아티아 로마 가톨릭교회 성직 계층과 바티칸은 "세르브인과 세르비아 정교회에 대한 우스타샤 정책을 로마 가톨릭교에 유리하다고 간주했다"고 말한다.

## 가톨릭 교회와의 연관성
역사학자 마크 비온디치는 가톨릭 교회가 역사적으로 크로아티아 정치 및 공공생활의 주변부에 있었으며, 전간기 왕실 독재와 반성직자 성향의 크로아티아 농민당의 인기로 인해 교회의 영향력이 더욱 약화되었다고 지적한다. 유고슬라비아 왕국 시절, 가톨릭 성직자들은 정권에 깊이 불만을 품었다. "... 성 베드로의 사도직에 불이익을 주는 중앙 정부의 조치에 맞서 크로아티아의 거의 3백만 가톨릭 신자들을 동원하기 위한 대규모 언론 캠페인이 시작되었습니다. 무엇보다 먼저 불평등한 대우가 비난받았습니다: '종교 예산은 총 1억 4천1백만 디나르인데, 그 중 7천만 디나르는 세르비아 교회에, 3천4백만 디나르는 가톨릭 교회에 배정됩니다.(...) 파시치 정부는 각 시민이 연간 55디나르의 세금을 내는 세르비아에서는 친절하지만, 주로 가톨릭 지역인 크로아티아와 슬로베니아에서는 각 시민이 165디나르의 세금을 내야 하는 잔혹한 정부입니다.'"
크로아티아 가톨릭교회의 정교회에 대한 적대감은 우스타샤의 세르브인에 대한 적대감의 중요한 부분이 되었고, 이는 전쟁 동안 치명적인 결과를 초래했다. 우스타샤는 세르보크로아트어를 사용하는 정교회 신자들을 로마 가톨릭교회로 강제로 개종시키기 위해 폭력적인 공격이나 무력을 지지했다. 우스타샤는 동방 정교회가 세르비아 민족주의의 상징으로서 가장 큰 적이며, 크로아티아나 보스니아 영토에 세르브인이라는 민족의 존재를 결코 인정하지 않았다. 그들은 오직 "동방 종교의 크로아트인"만을 인정했다. 세르브인 말살이라는 우스타샤 정책 하에, 크로아티아의 가톨릭 교회는 정교회 세르브인들을 가톨릭으로 강제 개종시키는 데 참여했다. 그러나 개종조차도 세르브인과 유대인들이 학살로부터 반드시 보호받지는 못했다. 모스타르의 알로이지예 미시치 주교는 가톨릭으로 개종한 세르브인들이 어떻게 "교회에서 미사에 참석하고 있을 때, 그들(우스타샤)이 그들을 붙잡았고, 젊은이와 노인, 남성과 여성, 소처럼 몰아... 그리고 곧 대량으로 영원히 보냈다"고 묘사했다.
우스타샤는 보슈냐크인을 "이슬람 신앙의 크로아트인"이라 부르며 일반적으로 무슬림에게 관대했다. 반대로 보슈냐크 공동체는 우스타샤 정부에 특별한 적대감을 보이지 않았다. 많은 무슬림 징집병들이 크로아티아 독립국 군대와 경찰에서 복무했다. 전쟁 막바지까지 공산주의 파르티잔 대열에 복무한 무슬림은 극소수였다. 1941년 10월 12일 108명의 저명한 무슬림이 서명한 사라예보 무슬림 결의안은 세르브인에 대한 우스타샤의 잔학 행위를 비난했다.

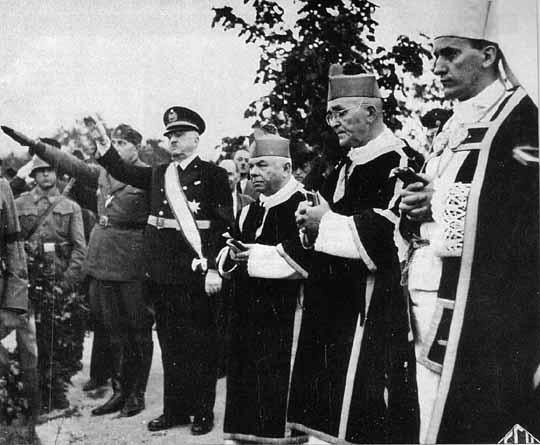
마르코 도시엔(맨 왼쪽, 나치식 경례)과 알로이지예 스테피나츠 대주교(맨 오른쪽)

1941년 4월 28일, 크로아티아 가톨릭 교회의 수장인 알로이지예 스테피나츠 대주교는 새로 우스타샤가 이끄는 크로아티아 독립국을 지지하는 공개 서한을 발표하고 성직자들에게 파벨리치를 위해 기도할 것을 요청했다. 이는 우스타샤가 이미 세르브인, 유대인, 롬족이 경찰, 판사, 군인으로 복무하는 것을 금지하고, 국가 공무원들이 해당 민족/종교 집단 구성원을 공공 행정에서 쉽게 해고할 수 있도록 하는 조치를 선포했음에도 불구하고 이루어진 것이며, 스테피나츠는 파벨리치가 이틀 후에 서명할 나치식 인종법을 준비하고 있음을 알고 있었다.
스테피나츠는 나중에 특정 우스타샤 정책에 반대하고 일부 유대인과 세르브인을 도왔지만, 그는 크로아티아 독립국의 생존을 마지막까지 공개적으로 지지했으며, 국가의 전쟁 대리인으로 복무했고, 1944년 파벨리치로부터 훈장을 받았다. 지속되는 전쟁 동안, 스테피나츠는 우스타샤 정책에 공개적으로 반대했다. 사실, 우스타샤 정권의 수장인 안테 파벨리치와의 관계에 관해서는 "그들이 서로를 철저히 증오했다는 것이 일반적으로 인정된다... 대주교는 파시스트 및 나치 이념, 특히 나치 인종차별 이념과 많은 우스타샤 정책에 반대했다"고 다른 크로아티아 가톨릭 성직자들과는 달랐다. 역사학자 마틴 길버트에 따르면, "1941년에 크로아티아 독립을 환영했던 알로이지예 스테피나츠는 나중에 세르브인과 유대인에 대한 크로아트인들의 잔학 행위를 비난했으며, 자신도 노인 요양원에서 유대인 집단을 구했다."
크로아티아의 대다수 가톨릭 성직자들은 크로아티아 독립국을 성공적으로 형성한 순간 우스타샤를 지지했다. 그러나 나중에 연합국이 승리할 것이 분명해지자 가톨릭 교회 지도부는 교회를 정권과 그들의 전쟁 범죄로부터 멀리하려고 노력했다. 그럼에도 1945년 3월 24일의 사목 서한에서 크로아티아 가톨릭 교회는 괴뢰 국가와 그 통치자들에 대한 지지를 여전히 선포했는데, 대부분의 고위 정권 인물들이 이미 나라를 탈출할 준비를 하고 있었다는 사실에도 불구하고 말이다. 가톨릭 언론 또한 마지막까지 파벨리치에 대한 지지를 유지했으며, 스테피나츠 자신도 1945년 4월 10일 NDH 건국 기념일에 NDH를 위한 마지막 테 데움을 거행했는데, 이때 NDH는 야세노바츠 강제 수용소를 청산하기 위한 마지막 대량 학살을 자행하고 있었다.
특히 헤르체고비나와 보스니아를 중심으로 하는 일부 사제들, 주로 프란치스코회 회원들은 직접 잔혹 행위에 가담하기도 했다. 이반 구베리나와 같은 사제들은 파벨리치의 경호원으로 일했고, 우스타샤 정부에서 세르브인의 강제 개종을 담당했던 디오니지예 유리체브는 우스타샤 운동의 방해가 된다면 7살짜리 아이들을 죽이는 것은 더 이상 범죄가 아니라고 썼다. 사라예보 대주교 이반 샤리치는 자신의 교구 신문에 "유대인으로부터 세상을 해방시키는 것은 인류 재건을 위한 운동"이라고 발표했다. 보스니아에서 우스타샤는 주로 가톨릭 성직자들을 통해 통치했으며, 사제 보지다르 브랄로가 보스니아의 우스타샤 수석 대표로 활동했다.
미로슬라브 필리포비치는 페트리체바츠 수도원 출신 프란치스코회 수사였는데, 1942년 2월 7일 군목으로 우스타샤에 가담하여 인근 마을에서 약 2,730명의 세르브인을 학살하는 데 참여했으며, 이 중 약 500명은 어린이였다. 그는 나중에 교단에서 해고되고 성직이 박탈된 것으로 알려져 있지만, 전쟁 범죄로 교수형을 당할 때에도 성직자 복장을 착용했다. 그는 야세노바츠 강제 수용소의 최고 경비원이 되었으며, 동료 크로아트인들에게 "프라 사탄"(수사 사탄)이라는 별명으로 불렸다. 믈라덴 로르코비치, 크로아트 외무장관은 다음과 같이 표현했다: "크로아티아에는 진정한 세르브인을 거의 찾을 수 없다. 대부분의 프라보슬라프 [즉, 정교회 신자]는 사실 외국 침략자들에게 강제로 이교도 신앙을 받아들이게 된 크로아트인들이다. 이제 그들을 로마 가톨릭 교단으로 되돌려 놓는 것이 우리의 의무이다."
전쟁 기간 동안, "바티칸의 오랜 외교적 관행에 따라 평화 조약으로 정당화되기 전까지 전시의 새로운 국가를 인정하지 않았기 때문에, 교황은 요청받은 대로 크로아티아에 교황대사나 외교관을 보내지 않고, 교황청을 크로아티아 가톨릭교회에 대표하는 사도 순시자인 주세페 마르코네 수도원장을 보냈다. 정부는 이러한 뉘앙스를 무시하고 모든 공식 행사에서 마르코네에게 중요한 자리를 부여했다." 제2차 세계 대전이 끝난 후, 유고슬라비아 영토에서 탈출한 우스타샤(파벨리치 포함)는 남아메리카로 밀입국했다. 이는 주로 이전에 바티칸에서 직책을 확보했던 가톨릭 사제들이 운영하는 쥐선을 통해 이루어졌다. 이 일에 연루된 일리리아 대학의 악명 높은 회원들 중 일부는 크루노슬라브 드라가노비치와 도미니크 만디치 프란치스코회 수사, 그리고 페트라노비치라는 성을 가진 세 번째 수사(이름 불명)였다.
우스타샤 정권은 스위스 은행 계좌에 막대한 양의 금을 예치했다. 이 금은 제2차 세계 대전 동안 세르브인과 유대인으로부터 약탈한 금을 포함한다. 상당량의 금이 제2차 세계 대전 말 우스타샤에 의해 오스트리아로 추가로 운송된 것으로 보인다. 총 3억 5천만 스위스 프랑 중, 일부 추정치에 따르면 2억 프랑(약 4천 7백만 달러)이 바티칸에 도달했다고 정보 보고서는 추정했다. 이 문제는 여전히 불분명하다.
알로이지예 스테피나츠 추기경, 자그레브 대주교, 은 제2차 세계 대전 종료 후 유고슬라비아 공산주의 당국에 의해 우스타샤를 지지하고 그들과 협력한 성직자들을 면죄하여 강제 개종에 가담한 혐의로 기소되어 투옥되었다. 스테피나츠는 1941년 3월 28일 크로아티아인과 세르브인 통합 시도에 대해 언급하며 다음과 같이 말했다.
 "결론적으로 크로아트인과 세르브인은 두 개의 세계, 북극과 남극이며, 하나님의 기적이 없으면 결코 화합할 수 없을 것이다.(가톨릭 교회와 동방 정교회 간의) 분열은 유럽에서 가장 큰 저주이며, 거의 개신교보다 더 크다. 도덕도, 원칙도, 진실도, 정의도, 정직함도 없다."
 2016년 7월 22일, 자그레브 지방 법원은 "현행 및 구형 형사 실체법 및 절차법의 기본 원칙에 대한 중대한 위반"으로 그의 전후 유죄 판결을 취소했다.
1998년 스테피나츠는 교황 요한 바오로 2세에 의해 시복되었다. 2003년 6월 22일 요한 바오로 2세는 바냐루카를 방문했다. 방문 중 그는 앞서 언급된 페트리체바츠 수도원에서 미사를 집전했다. 이는 수도원과 필리포비치와의 연관성 때문에 대중의 분노를 일으켰다. 같은 장소에서 교황은 1923년 "크로아티아 독수리 협회"의 창립자였던 로마 가톨릭 평신도 이반 메르츠(1896-1928)의 시복을 선포했는데, 일부는 그를 우스타샤의 전신으로 본다. 로마 가톨릭 변증가들은 교황의 행동을 옹호하며, 페트리체바츠의 수녀원은 불에 타서 80세의 알로이지예 아틀리야 수사가 사망한 장소 중 하나였다고 주장한다. 또한, 변증가들은 전쟁이 "이 지역에서 가톨릭 인구의 총체적 대량 이주"를 야기했으며, 남아있는 소수의 사람들은 "주로 노인들"이었고, 보스니아의 교회는 전쟁으로 인해 "총체적인 소멸"의 위험에 처했다고 주장했다.

## 우스타샤-체트니크 협력

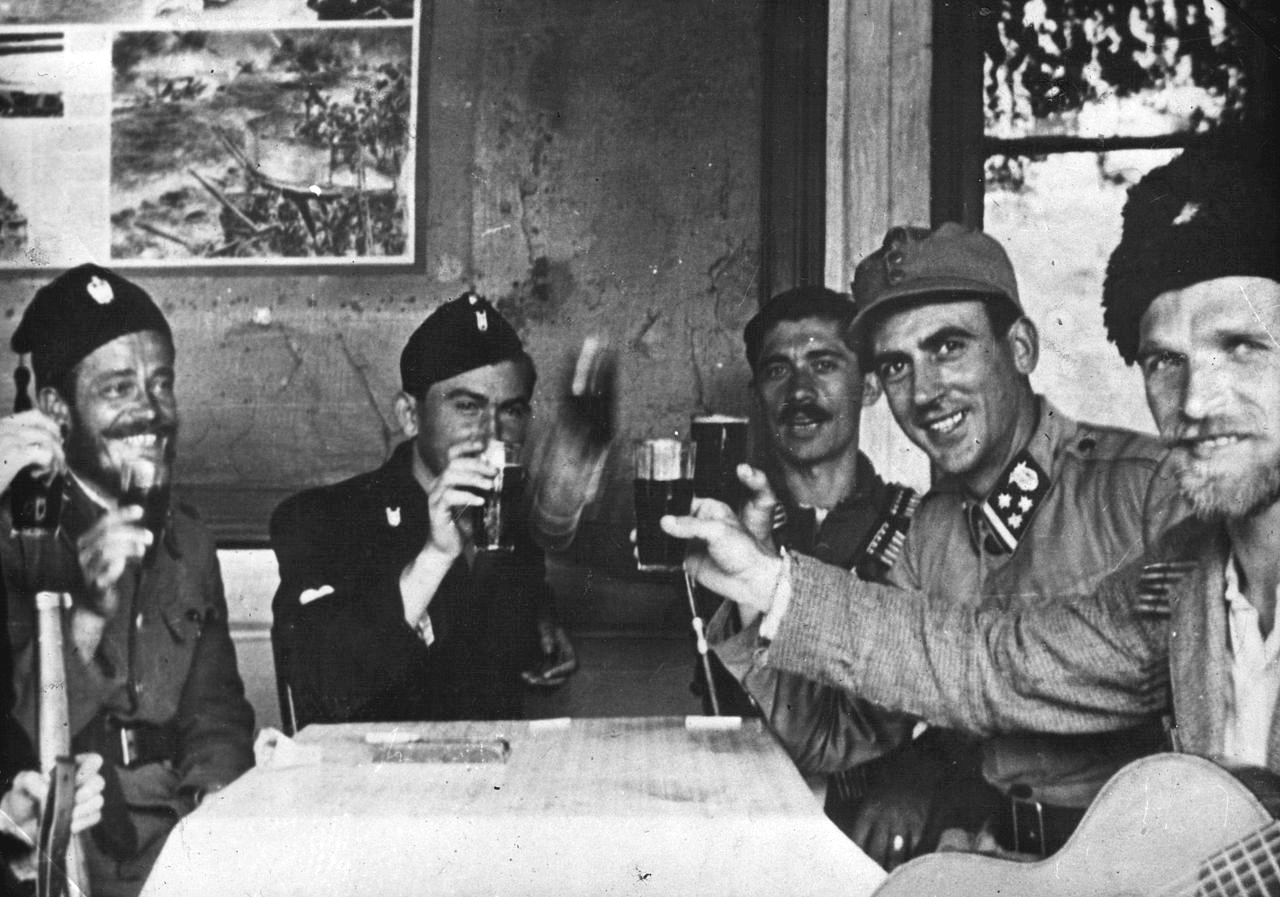
체트니크와 도모브란 장교, 그리고 체트니크 사령관 우로시 드레노비치(왼쪽)와 함께 있는 우스타샤

상반되는 민족주의를 표방했음에도 불구하고, 공동의 적(즉, 파르티잔)의 세력이 커지자 우스타샤와 체트니크는 크로아티아 독립국 전역에서 1942년 봄에 협력 협정을 체결했으며, 이 협정은 전쟁이 끝날 때까지 대부분 유지되었다. 이 협정의 서문은 다음과 같이 명시했다.
무장 파르티잔 갱단의 위험이 있는 한, 체트니크 부대는 파르티잔과 싸워 전멸시키는 데 크로아티아 군대와 자발적으로 협력할 것이며, 이러한 작전에서 크로아티아 군대의 지휘를 받을 것이다.
그 외에도, 이 협정은 NDH군이 체트니크에게 무기와 탄약을 공급하고, 반파르티잔 작전에서 부상당한 체트니크는 NDH 군 병원에서 치료를 받으며, 사망한 체트니크 병사의 미망인과 고아는 NDH 병사 미망인과 고아가 받는 지원금과 동일한 국가 재정 지원을 받을 것이라고 명시했다. NDH 당국은 우스타샤 강제 수용소에 수용된 세르브인들이 석방되도록 조치했으나, 이는 체트니크 사령관의 특별 추천(즉, 파르티잔과 그 지지자는 제외)이 있어야만 가능했다. 1942년 6월 30일, 안테 파벨리치 본부 총사령부는 마르샬 슬라브코 크바테르니크가 서명한 성명서를 지역 NDH 당국에 보내 NDH 체트니크와의 이러한 협정을 요약했다.
우스타샤는 NDH의 주요 체트니크 지휘관들과 다음 순서로 협력 협정을 체결했다:
- 모음칠로 주이치(체트니크 디나라 사단 사령관), 브라네 보구노비치(가브릴로 프린치프 군단, 디나라 사단 사령관), 마네 로크비치(알렉산다르 1세 국왕 군단, 디나라 사단 사령관), 파이차 옴치쿠스(페타르 2세 국왕 군단, 디나라 사단 사령관), 파요 포포비치(오니신 포포비치 군단, 디나라 사단 사령관)는 1941년 12월 크닌에서 크닌 시장 데이비드 신치치와 처음 협상을 시작했다.[173]
- 체트니크 »코치치« 분리대의 사령관인 우로시 드레노비치는 1942년 4월 27일 므르코니치 그라드에서 우스타샤와 협정을 체결했다.[174]
- 체트니크 대대 »므르코니치«의 사령관 라자르 테샤노비치는 1942년 5월 23일 NDH와 협정을 체결했다.
- 체트니크 오즈렌 및 트레바바 분리대의 사령관 츠비예틴 토디치와 사보 보지치는 1942년 5월 28일 리파츠 마을에서 NDH와 협정을 체결했다.[175][176][177]
- 마예비차 체트니크 분리대 대표는 1942년 5월 30일 NDH와 협정을 체결했다.[178]
- 체트니크 분리대 "보리야"의 사령관 라데 라디치는 1942년 6월 9일 NDH 당국과 협정을 맺었다.[179]
- 오토차츠 지역의 체트니크 사령관 슬라브코 비엘라야츠와 요반 다보비치는 1942년 12월 17일 NDH와 협정을 체결했다.[173]

1942년 5월 26일, 우스타샤 장관 믈라덴 로르코비치는 지역 NDH 당국에 보낸 통신문에서 이러한 협정에 따라 "내무군 본부는 그리스-동방 공동체 [즉, 세르비아 정교회] 지도자들인 모음칠로 주이치, 마네 로크비치, [브란코] 보구노비치, 파야 포포비치, 파야 옴치쿠스에게 100만 쿠나의 지원금과 유고슬라비아 총 200정, 기관총 10정을 지급하라는 당신의 제안에 동의한다"고 썼다. 우스타샤와 체트니크는 NDH에서 파르티잔에 대항하는 주요 전투, 즉 코자라 공세, 네레트바 전투, 뢰셀슈프룽 작전, 크닌 전투(1944) 등에서 독일군 및 이탈리아군과 함께 동시에 참여했다.
1945년, 체트니크 사령관 모음칠로 주이치와 그의 군대는 우스타샤 지도자 안테 파벨리치의 허가를 받아 NDH를 거쳐 서쪽으로 탈출했다. 1945년 4월, 안테 파벨리치는 자신의 고백에 따르면 "드라자 미하일로비치 본부의 두 장군을 만나 티토의 공산주의자들에 대항하는 공동 투쟁에 합의했다"고 밝혔다. 5월 초, 체트니크 부대는 우스타샤 점령지인 자그레브를 통과하여 블라이부르크로 향했고, 이후 체트니크와 우스타샤 군대원들은 마리보르 근처 테즈노를 비롯한 여러 장소에서 파르티잔에 의해 살해되었다.

## 구조
최고 지휘부는 포글라브니크(즉 "수장") 안테 파벨리치였다. 파벨리치는 1941년 4월 10일 아돌프 히틀러가 베니토 무솔리니의 파벨리치 제안을 수락한 후 크로아티아 국가 원수 직책에 임명되었다. 크로아티아 독립국군은 크로아티아의 군대였으며, 이후 크로아티아 군대로 통합되었다. 우스타샤 지휘 구조는 스토제르(지구), 로고르(국가), 타보르(카운티) 수준의 행정부로 더욱 세분되었다.

## 상징

크로아티아 독립국에서 사용된 상징

우스타샤의 상징은 대문자 파란색 "U"에 폭발하는 수류탄 문장이 들어있는 것이었다.
크로아티아 독립국의 국기는 적-백-청 수평 삼색기로, 중앙에 국장 방패가 있고 좌측 상단에 U자가 있었다. 통화는 NDH 쿠나였다.
우스타샤의 경례는 "자 돔 – 스렘니!"였다:
경례: 자 돔!(조국을 위하여!)
답변: 스렘니!(우리는) 준비되었다!
이것은 우스타샤에 의해 나치 경례 하일 히틀러 대신 사용되었다. 오늘날 이 경례는 우스타샤 지지자들과 관련이 있다. 인터넷에서는 때때로 ZDS로 약칭되기도 한다.
우스타샤를 홍보하는 노래로는 에보 조레, 에보 다나, 흐르바츠카 세 보이수카 디제, 피예스마 포글라브니쿠 등이 있다. 에보 조레, 에보 다나는 검은 군단을 홍보했으며, 파르티잔 버전과 우스타샤 버전이 모두 있는 노래가 흔했다.

## 유산

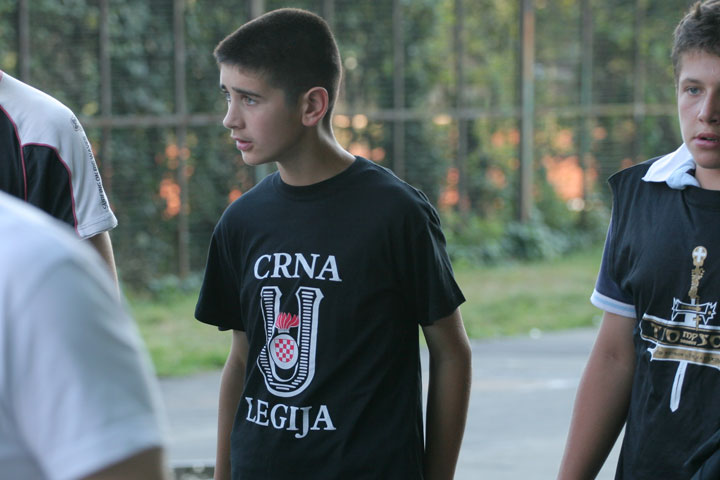
톰프손 콘서트에서 검은 군단, 우스타샤 민병대 표식이 있는 셔츠를 입은 소년

틀:Summarize

### 대중 문화에서
우스타샤는 해리 터틀도브의 단편 대체 역사 소설 "조국을 위하여 준비 완료"에서 중요한 역할을 한다. 같은 작가의 관련 없는 작품 "내 적들 앞에서"에서는 짧은 배경 역할로 등장한다. 이 두 작품 모두에서 파벨리치가 세운 정권은 1940년대 이후 수십 년 동안 지속된다.
유명한 크로아티아 가수 마르코 페르코비치는 정기적으로 우스타샤 경례로 콘서트를 시작한다. 비젠탈 센터는 크로아티아에서 홀로코스트 부정론 및 역사 수정주의 시도와 함께 이에 대해 항의했다.

### 현대 크로아티아
크로아티아 독립에 대한 지지를 통합하려 했던 크로아티아의 첫 대통령 프라뇨 투지만은 1980년대 후반 "포미르바", 즉 우스타샤와 파르티잔 간의 민족 화해를 주장했다. 이는 크로아티아 정치 우익 사이에서 친우스타샤적 견해, 상징, 경례가 부활하는 결과를 낳았다. 1990년대 크로아티아 독립 이후, 밀레 부다크와 유레 프란체티치와 같은 우스타샤 지도자들의 이름을 딴 거리가 생겨났다. 이들 중 일부는 나중에 제거되었지만, 자유 유럽 방송은 1990년대에 밀레 부다크에게 헌정된 약 20개의 거리 중 절반이 2019년 현재에도 크로아티아에 남아 있다고 지적했다.
유대인 및 세르비아 조직, 크로아티아 역사학자 및 반파시스트, 그리고 국제 관찰자들은 크로아티아에서 우스타샤 범죄를 축소하고 심지어 우스타샤 정권을 칭송하려는 역사 수정주의에 대해 반복적으로 경고했다. 최근 사례로는 우스타샤의 유대인, 세르비아인, 롬족에 대한 집단학살 동안 10만 명 이상의 사망을 초래한 우스타샤 강제 수용소의 책임자였던 "크로아티아 기사" 막스 루부리치를 칭송하는 책의 출판과 우스타샤 강제 수용소에서 어린이 사망을 축소하는 다큐멘터리가 있다. 루부리치 책은 크로아티아 가톨릭교회의 도움으로 홍보되었고, 교회 소식통은 강제 수용소에서 어린이 사망을 축소했다. 크로아티아 역사학자들은 교회가 역사 수정주의를 조장하고 우스타샤 범죄를 축소하는 데 주도적인 역할을 해왔다고 지적했다. 2013년, 크로아티아 가톨릭 대교구 신문 『글라스 콘칠라』는 야세노바츠 부정론자 이고르 부키치의 야세노바츠에 대한 시리즈를 게재했는데, 그는 야세노바츠가 대량 학살이 일어나지 않은 "단순한 노동 수용소"였다고 주장한다. 2015년, 크로아티아 주교회의 의장은 우스타샤의 "자 돔 스렘니" 경례를 크로아티아 군대에서 채택할 것을 요청했다.
크로아티아 축구 팬들은 반복적으로 우스타샤의 "자 돔 스렘니" 경례를 외쳤으며, 이에 대해 FIFA와 UEFA는 파시스트적인 폭발 행위에 대해 크로아티아 축구 연맹에 반복적으로 벌칙을 부과했다. 2014년, 크로아티아 축구 선수 요시프 시무니치는 우스타샤 경례를 이끌었다는 이유로 FIFA 월드컵 출전이 금지되었다.
2014년, 당시 크로아티아 스플리트 시장은 우스타샤 사령관의 이름을 딴 1990년대 HOS 여단 "기사 라파엘 보반"에 헌정된 기념비를 제막했으며, 이 기념비에는 우스타샤 "자 돔 스렘니" 경례가 포함된 HOS 문장이 새겨져 있다. 이후 HOS 조직은 4월 10일(크로아티아 독립국 건국 기념일)마다 기념비에서 연례 추모 행사를 개최하며, 검은 제복을 입은 참가자들이 우스타샤 "자 돔 스렘니" 경례를 외친다.
2016년 크로아티아 HOS 참전 용사 단체는 야세노바츠 강제 수용소에 우스타샤의 "자 돔 스렘니" 경례가 새겨진 명판을 설치했다. 유대인 및 기타 단체들의 항의에도 불구하고 이 명판은 미국 국무부 홀로코스트 문제 특사의 비판이 있을 때까지 그대로 유지되었다. 이로 인해 정부는 명판을 인근 마을로 옮길 수밖에 없었다. 이 사건과 정부의 우스타샤 범죄 축소 용인 의혹으로 인해 유대인, 세르브인, 크로아티아 제2차 세계 대전 저항 단체들은 연례 야세노바츠 추모 행사에서 정부 대표들과 함께 참석하기를 거부했다.
2019년 오스트리아 정부는 우스타샤 상징물 전시를 금지하는 법안을 통과시켰다. 이는 이전에 금지된 나치 상징물과 함께, 주로 매년 크로아티아 정부가 후원하는 블라이부르크 추모식에서 크로아티아 민족주의자들이 해당 상징물들을 전시한 결과였으며, 이 행사에서 오스트리아 경찰은 나치 및 파시스트 경례를 한 크로아티아 민족주의자들을 반복적으로 체포했다. 오스트리아 EU 의원 3명은 수만 명의 크로아티아 민족주의자들이 참석하는 블라이부르크 추모식을 "유럽에서 가장 큰 파시스트 집회"라고 선언했다. 오스트리아 가톨릭 교회는 블라이부르크에서 크로아티아 가톨릭 교회의 미사를 금지했는데, 그들은 "블라이부르크에서의 미사가 정치적으로 도구화된 행사의 일부이자 역사를 선택적으로 경험하고 해석하는 데 봉사하는 정치-민족적 의례의 일부가 되었다"고 말하며, "종교적 봉사를 정치적 목적으로 오용하고 파시스트 세계관에서 벗어나지 않고 있다"고 덧붙였다.

### "우스타샤"라는 용어의 현대적 사용
제2차 세계 대전 이후, 우스타샤 운동은 여러 조직으로 분열되었으며, 현재 그 유산을 "후계자"로 주장하는 정치적 또는 준군사적 운동은 없다. "우스타샤"라는 용어는 오늘날 크로아티아의 국수주의에 대한 경멸적인 용어로 사용된다. 우스타샤는 때때로 세르브인들 사이에서 세르브인혐오를 묘사하거나 더 일반적으로 정치적 반대자를 비방하는 데 사용된다.

#### 세르비아 민족주의자들의 사용
제2차 세계 대전 종전 이후, 세르비아 역사학자들은 세르브인들이 추축국에 저항하는 동안 크로아트인과 보슈냐크인들은 그들을 광범위하게 지지했다는 주장을 홍보하기 위해 우스타샤를 이용했다. 그러나 우스타샤는 일반 크로아트인들 사이에서 지지를 받지 못했으며, 대중으로부터 어떤 상당한 지지도 얻지 못했다. 우스타샤 정권은 전간기에 세르브인이 주도하는 유고슬라비아에서 억압받는다고 느꼈던 크로아티아 인구의 일부로부터 지지를 받았다. 크로아트 민족 국가를 건설함으로써 처음 얻었던 지지의 대부분은 그들이 사용한 잔혹한 관행 때문에 상실되었다. 1980년대에 세르비아 역사학자들은 제2차 세계 대전 동안 우스타샤 크로아티아에서 세르브인들의 강제 개종에 관한 많은 저작들을 발표했다. 역사학자들 간의 이러한 논쟁은 공개적으로 민족주의적 성격을 띠게 되었고 더 넓은 언론에도 등장했다. 1980년대 베오그라드의 정부와 긴밀한 관계를 맺고 있던 역사학자들은 종종 저녁에 텔레비전에 출연하여 제2차 세계 대전 중 세르브인에 대한 우스타샤의 집단 학살에 대한 실제 또는 날조된 세부 사항에 대해 논의했다. 세르비아 성직자들과 민족주의자들은 우스타샤가 저지른 범죄와 세르브 민족에 대한 집단 학살 계획을 모든 크로아트인에게 비난했다. 이러한 선전 활동은 크로아티아에서 계획된 범죄와 민족-인구 통계학적 조작을 정당화하는 것을 목표로 했다.

## 내용주
1. ↑   전쟁 후 해외로 망명한 우스타샤 지지자들은 다양한 친우스타샤 스타일의 조직을 설립했다. 이들에는 십자군, 크로아티아 해방 운동[27], 크로아티아 혁명 형제단[28] 및 크로아티아 민족 저항[29]이 포함된다.
2. ↑  이들은 영어로 우스타셰, 우스타셰, 우스타시, 우스타히 또는 우스타샤스로 다양하게 알려져 있으며 (OED 2020에는 우스타치, 우스타시, 우스타샤, 우스타샤, 그리고 우스타시가 추가되었다); 관련 형용사는 때때로 우스타셰 또는 우스타샤이다. 이 변동은 우스타셰가 세르보크로아트어에서 우스타샤의 복수형이라는 사실에서 기인한다.

## 참고 문헌
- Aleksov, Bojan (2007). 〈완고하고 기만적인: 종교적 개종에 대한 세르비아 역사학자들〉.   워시번, 데니스; 라인하트, 케빈. 《문화 전환: 종교, 이념, 근대성의 변형》. 브릴. ISBN 978-90-04-15822-1.
- Baker, Catherine (2015). 《1990년대 유고슬라비아 전쟁》. 맥밀란 인터내셔널 고등 교육. ISBN 9781137398994.
- Bellamy, Alex J. (2013). 《크로아티아 민족 정체성 형성: 수세기 전의 꿈?》. 맨체스터 대학교 출판부. ISBN 9781847795731.
- Colić, Mladen (1973). 《소위 크로아티아 독립국 1941》. 델타-프레스.
- Paris, Edmond (1961). 《괴뢰 크로아티아의 집단 학살, 1941–1945: 인종 및 종교 박해와 학살 기록》. 발칸 문제 미국 연구소.
- 애런스, 마크 및 로프터스, 존: 불경한 삼위일체: 바티칸의 나치 네트워크가 서구 정보기관을 소련에 배신한 방법. 뉴욕: 세인트 마틴스 프레스, 1992. 372페이지; ISBN 978-0-312-07111-0.
- Krizman, Bogdan (1978). 《안테 파벨리치와 우스타샤》. 글로버스.
- Krizman, Bogdan (1980). 《히틀러와 무솔리니 사이의 파벨리치》. 글로버스.
- Krizman, Bogdan (1983). 《우스타샤와 제3제국 – 제1권》. 글로버스.
- Krizman, Bogdan (1983). 《우스타샤와 제3제국 – 제2권》. 글로버스.
- 노이바허, 헤르만. Sonderauftrag Suedost 1940–1945, Bericht eines fliegendes Diplomaten, 2. durchgesehene Auflage, Goettingen, 1956.
- Bulajić, Milan (1994). 《유고슬라비아 국가 해체에서 바티칸의 역할: 크로아티아 독립국에서 바티칸의 임무》. 우스타샤 집단 학살 범죄. 스트루치나 크니가.
- Bulajić, Milan (2002). 《야세노바츠: 나치-우스타샤 크로아티아 (1941-1945)의 유대인-세르브인 홀로코스트 (바티칸의 역할)》. 집단 학살 연구 기금, 스트루치나 크니가. ISBN 9788641902211.
- Goldstein, Ivo (2006). 《안테 파벨리치, 전쟁 시기 크로아티아의 카리스마와 국가 임무》. 《전체주의 운동과 정치 종교》 7. 225–234쪽. doi:10.1080/14690760600642289. S2CID 144163142.
- Goldstein, Ivo; Goldstein, Slavko (2016). 《크로아티아의 홀로코스트》. 피츠버그 대학교 출판부. ISBN 9780822944515.
- Lituchy, Barry M. (2006). 《야세노바츠와 유고슬라비아의 홀로코스트》. 야세노바츠 연구소. ISBN 978-0-9753432-0-3.
- Matković, Hrvoje (2002). 《크로아티아 독립국 역사》 (크로아티아어). 나클라다 파비치치. ISBN 978-953-6308-39-2.
- McCormick, Robert B. (2014). 《안테 파벨리치 통치 하의 크로아티아: 미국, 우스타샤, 그리고 크로아티아 집단 학살》. I.B. 타우리스. ISBN 978-0-8577-2535-6.
- Pavlowitch, Stevan K. (2008). 《히틀러의 새로운 질서: 유고슬라비아의 제2차 세계 대전》. 컬럼비아 대학교 출판부. ISBN 9780231700504.
- Phayer, Michael (2000). 《가톨릭 교회와 홀로코스트, 1930–1965》. 인디애나 대학교 출판부. ISBN 978-0253214713.
- 스르자 트리프코비치: Ustaša: Croatian Separatism and European Politics 1929–1945 Lord Byron Foundation for Balkan Studies, London, 1998.
- 홀로코스트 백과사전, 이스라엘 구트만 (총괄 편집자), 제4권, "우스타샤" 항목. Macmillan, 1990.
- Biondich, Mark (2007). 〈전시 크로아티아 가톨릭 교회를 둘러싼 논쟁, 1941–45〉. 《크로아티아 독립국 1941–45》. 루틀리지. 31–59쪽. ISBN 9780415440554.
- Biondich, Mark (2005). 《전시 크로아티아의 종교와 민족: 우스타샤의 강제 개종 정책에 대한 고찰, 1941–1942》. 《슬라브 및 동유럽 검토》 83. 71–116쪽. doi:10.1353/see.2005.0063. JSTOR 4214049. S2CID 151704526.
- Ramet, Sabrina P. (2006). 《세 유고슬라비아: 국가 건설과 정당성, 1918–2005》. 인디애나 대학교 출판부. ISBN 978-0-253-34656-8.
- Rivelli, Marco Aurelio (1998). 《은폐된 집단 학살: 크로아티아 독립국 1941–1945》 [숨겨진 집단 학살: 크로아티아 독립국 1941–1945] (프랑스어). 라주 도메. ISBN 9782825111529.
- Rivelli, Marco Aurelio (1999). 《집단 학살의 대주교: 스테피나츠 몬시뇰, 바티칸, 그리고 크로아티아의 우스타샤 독재, 1941–1945》 [집단 학살의 대주교: 스테피나츠 몬시뇰, 바티칸, 그리고 크로아티아의 우스타샤 독재, 1941–1945] (이탈리아어). 카오스. ISBN 9788879530798.
- Rivelli, Marco Aurelio (2002). 《"하나님은 우리와 함께 계시다!": 교황 비오 12세 교회가 나치 파시즘의 공범이 되다》 ["하나님은 우리와 함께 계시다!": 교황 비오 12세 교회가 나치 파시즘의 공범이 되다] (이탈리아어). 카오스. ISBN 9788879531047.
- Shepherd, Ben H. (2012). 《발칸반도의 테러: 독일군과 파르티잔 전쟁》. 케임브리지: 하버드 대학교 출판부. ISBN 978-0-674-04891-1.
- Steinberg, Jonathan (1990). 《전부 아니면 전무: 추축국과 홀로코스트, 1941–1943》. 심리학 프레스. ISBN 978-0-4150-4757-9.
- Tomasevich, Jozo (1975). 《유고슬라비아의 전쟁과 혁명, 1941–1945: 체트니크》. 스탠포드 대학교 출판부. ISBN 978-0-8047-0857-9.
- Tomasevich, Jozo (2001). 《유고슬라비아의 전쟁과 혁명, 1941–1945: 점령과 협력》. 스탠포드 대학교 출판부. ISBN 978-0-8047-3615-2.
- Yeomans, Rory (2011). 〈"우리에게는, 사랑하는 사령관이여, 당신은 결코 죽지 않을 것이다!", 아침 유레 프란체티치, 우스타샤 죽음의 부대 지도자〉. 《히틀러의 그림자 속에서: 중부 및 동유럽 우파의 인물들》. I.B 타우리스.
- Yeomans, Rory (2013). 《절멸의 환상: 우스타샤 정권과 파시즘의 문화 정치, 1941–1945》. 피츠버그 대학교 출판부. ISBN 978-0-82297-793-3.
- Yeomans, Rory (2015). 《테러의 유토피아: 전시 크로아티아의 삶과 죽음》. 보이델 & 브루어. ISBN 978-1-58046-545-8.
- Korb, Alexander (2010). 〈다각적인 공격: 전시 크로아티아에서 세르브인, 유대인, 롬인에 대한 우스타샤 박해〉. 《차이점 제거: 나치 지배 유럽의 소수 민족 대우》. 케임브리지 스칼라스 퍼블리싱. 145–163쪽. ISBN 9781443824491.
- Novak, Viktor (2011). 《마그넘 크리멘: 크로아티아의 반세기 성직자주의》 1. 갬빗. ISBN 9788676240494.
- Novak, Viktor (2011). 《마그넘 크리멘: 크로아티아의 반세기 성직자주의》 2. 갬빗. ISBN 9788676240494.
- Stojanović, Dubravka (2011). 〈세르비아에서 역사 해석의 가치 변화〉.   리스타우그, 올라. 《시민적 및 비시민적 가치: 밀로셰비치 이후 시대의 세르비아》. 중앙 유럽 대학교 출판부. ISBN 978-963-9776-98-2.
- Kallis, Aristotle (2008). 《집단 학살과 파시즘: 파시스트 유럽의 말살적 충동》. 루틀리지. ISBN 9781134300341.
- Suppan, Arnold (2014). 《히틀러 – 베네시 – 티토: 중동부 및 동남부 유럽의 갈등, 전쟁, 집단 학살》. 오스트리아 과학 아카데미.
- Thomas, Nigel; Mikulan, Krunoslav (1995). 《유고슬라비아의 추축국 병력 1941–45》. 블룸스버리 퍼블리싱. ISBN 9781855324732.
- Newman, John Paul (2017). 《전쟁 참전용사, 파시즘, 그리고 유고슬라비아 왕국의 준파시스트 이탈, 1918–1941》. 《파시즘》 6. 42–74쪽. doi:10.1163/22116257-00601003.
- Newman, John Paul (2014). 《1918년 이후 유고슬라비아에서 세르비아와 합스부르크 군사 기관 유산》 (PDF). 《제1차 세계 대전 연구》 5. 319–335쪽. doi:10.1080/19475020.2014.1001519. S2CID 73611212.
- McCormick, Rob (2008). 《크로아티아 독립국에서 집단 학살에 대한 미국의 대응, 1941–1945》. 《집단 학살 연구 및 예방》 3. 75–98쪽. doi:10.1353/gsp.2011.0060. S2CID 145309437.
- Hamerli, Petra (2015). 《1928년에서 1934년 사이에 크로아티아 분리주의에 대한 헝가리-이탈리아 지원》. 《서부 보헤미아 역사 검토》 (영어). ISSN 1804-5480.
- Zuckerman, Boško (2010). 《1941-1943년 주요 자그레브 우스타샤 언론의 반유대주의와 반유대인 선전 연구에 대한 기여》. 《크로아티아 역사 연구소 저널》 (크로아티아어) 42. 355–385쪽. ISSN 0353-295X.
- Gumz, Jonathan E. (2001). 《1941-1942년 크로아티아에서 대량 폭력에 대한 국방군 인식》. 《역사 저널》 44. 1015–1038쪽. doi:10.1017/S0018246X01001996. ISSN 0018-246X. JSTOR 3133549. S2CID 159947669.
- Trifković, Gaj (2020). 《악마와 협상: 유고슬라비아의 포로 교환, 1941‒1945》. 켄터키 대학교 출판부. ISBN 978-1-94966-811-7.
- Alonso, Miguel; Kramer, Alan; Rodrigo, Javier (2019). 《파시스트 전쟁, 1922–1945: 침략, 점령, 말살》. 스프링거 네이처. 243–261쪽. ISBN 978-3-03027-648-5.
- Adriano, Pino; Cingolani, Giorgio (2018). 《민족주의와 테러: 파시즘에서 냉전까지 안테 파벨리치와 우스타샤 테러리즘》. 중앙 유럽 대학교 출판부. ISBN 978-9-63386-206-3.
- Gilbert, Martin (2010). 《의인: 홀로코스트의 숨겨진 영웅들》 (영어). 헨리 홀트 앤 컴퍼니. ISBN 978-1-4299-0036-2.
- Popović, Jovo; Lolić, Marko; Latas, Branko (1988). 《팝 이즈다예》 (크로아티아어). 스바르노스트. ISBN 9788670750395. 구글 북스 znaci.net
- Goldstein, Ivo (2018). 《야세노바츠》 (영어). 프락투라. 731쪽. ISBN 978-953-266-987-9.
- Littlejohn, David (1994). 《제3제국의 외국 군단》 3. R. 제임스 벤더 퍼블리싱. ISBN 978-0-912138-29-9.
- Ragazzi, Francesco (2017). 《국제 관계에서 디아스포라 통치: 크로아티아와 구 유고슬라비아의 초국적 정치》 (영어). 테일러 & 프랜시스 그룹. ISBN 978-1-138-73963-5.
- Velikonja, Mitja (2003). 《보스니아 헤르체고비나의 종교적 분리와 정치적 불관용》. 텍사스 A&M 대학교 출판부. ISBN 978-1-58544-226-3.
- Fischer, Bernd J., 편집. (2007). 《발칸의 강자들: 동남유럽의 독재자와 권위주의 통치자들》. 퍼듀 대학교 출판부. ISBN 978-1-55753-455-2.